# Достаточно времени для любви
«Доста́точно вре́мени для любви́, или Жи́зни Ла́заруса Ло́нга» (англ. Time Enough for Love: The Lives of Lazarus Long) — научно-фантастический роман Роберта Хайнлайна. В 1973 году номинировался на премию «Небьюла», а год спустя одновременно на «Хьюго» и «Локус», но не получил ни одной из них. В 1998 году внесён в Зал славы премии «Прометей». Переводился на несколько европейских языков, включая русский, и на японский язык.
Сюжет под названием «Da Capo» зафиксирован в архивных материалах Хайнлайна в 1939 году: изначально это была история о реинкарнации, которая в следующем десятилетии трансформировалась в путешествие во времени, главным героем которой должен был стать Лазарус Лонг из романа «Дети Мафусаила». Всё это время сюжет включался в схему «Истории будущего», в которой занимал позицию после 2600 года. В 1949 году издательство «Шаста» запустило проект пятитомника «Истории будущего», последняя книга в котором включала повести «Вселенная» и «Здравый смысл», дополненные ещё не написанной «Da Capo». Этот проект так и не был реализован. Пережив в начале 1970-х годов клиническую смерть, Хайнлайн приступил к написанию «социально-философской прозы в духе Айн Рэнд», активно экспериментируя с формой и содержанием. В результате композиция сделалась концентрической, а текст выстраивался по лекалам музыкальной симфонии, обрамлённой рассказами в духе «Тысячи и одной ночи». Главный герой лишён развития, а в разных частях текста персонажи скачкообразно переходят в другие жизненные и психологические состояния. Начало и конец повествования посвящены смерти главного героя, а апофеозом всего романа является история любви не стареющего Лазаруса и его короткоживущей жены Доры; промежуточные главы исследовали всевозможные пограничные состояния любви и смерти. Финальная часть романа, названная «Da Capo», повествовала о путешествии 2000-летнего Лазаруса в США времён его детства (он направлялся в 1919 год, но из-за ошибки навигации оказался в 1916-м). Возвратив героя к его истокам, Хайнлайн предложил объектом любви Лазаруса его собственную мать — молодую тогда Морин. Также текст наполнен интертекстуальными перекличками, цитируя собственные произведения Хайнлайна «Не убоюсь я зла», «Пасынки Вселенной», «Гражданин Галактики», «Зелёные холмы Земли» и другие.
Роман был написан за 119 дней в 1972 году и закончен в день 65-летия писателя. Книга вызвала крайне резкую реакцию критиков и уступила премию «Небьюла» роману Артура Кларка «Свидание с Рамой». Однако продажи «Достаточно времени для любви» превзошли успех любой из предыдущих книг Хайнлайна. Исследователи рассматривали роман как этапный в творчестве Роберта Хайнлайна, впоследствии утвердилось мнение, что «Жизнь Лазаруса Лонга» открыла цикл «Мир-как-миф».

## Содержание

### Фабула и завязка
Роман «Достаточно времени для любви» выстроен как симфоническое произведение, начинаясь прелюдией. Контрапункт прерывается двумя интермедиями, а также семнадцатью вариациями на тему. Роман завершается кодой, её четыре главы обозначены нотной записью, фиксирующей звуки военного рожка. По выражению исследователя и переводчика С. В. Голда, «текст как бы нарезан концентрическими кольцами, похожими на электронные орбиты, на границе между ними персонажи скачком переходят из одного состояния в другое. Внешнее кольцо — начало и финал этой истории — содержит смерть главного героя. Центральная часть — ядро этого атома и апофеоз истории — его любовь к Доре. Промежуточные кольца — пограничные состояния между любовью и смертью». Сюжетным обрамлением служит «приём Шахерезады» — старейший представитель человеческой расы — Лазарус Лонг, проживший на момент действия романа более 2000 лет — повествует о разных событиях своей почти бесконечной жизни.
Действие начинается в 4272 году на планете Секундус: к тому времени человечество — и долгоживущие потомки Семей Говарда, и краткоживущие, заселили множество миров во Вселенной. Открыта технология реювенализации, позволяющей продлить жизнь даже обычным людям. Глава правительства Секундсуса — Айра Везерел — председатель собрания Семейств, озабочен тем, что на планете происходит социальная деградация и планирует совершить очередной исход на девственную планету во главе небольшой группы колонистов, чтобы начать новый виток биологической эволюции. Ему сообщают, что старейший из представителей человечества Лазарус Лонг (родившийся в Канзас-Сити в 1912 году) находится на Секундусе в какой-то ночлежке и собрался умирать: он измучен физически и выгорел эмоционально и отказывается от реювенализации. Айра перевёз Старейшего в частную клинику, и заключил с ним сделку: Везерел сумеет найти нечто, что вернёт Лазарусу вкус к жизни, в противном случае тот нажмёт на кнопку для эвтаназии. Старый брюзга соглашается записать несколько историй для архива и просит Минерву — разумный компьютер — создать специальный блокнот для записи афоризмов («…Разговоры — это второе из трёх истинных удовольствий нашей жизни, единственное, что отличает нас от обезьяны»). Действие продолжается через год на планете Терциус, где Лазаруса вернула к жизни сиделка и опытная куртизанка Тамара, и из членов Семейств Говарда и персонала клиники (реаниматоры Иштар и Галахад) вокруг Старейшего образуется полиаморная семья. После общения с Лазарусом Минерва захотела перенести свою память и интеллект в человеческое тело, дабы быть со Старейшим ещё и физически. Далее в дом Лазаруса вселяется Джастин Фут 45-й, — архивариус Фонда Говарда, чтобы вести хронику жизни Старейшего.

### «Сказка о человеке, который был слишком ленив, чтобы ошибаться»
Внутри обрамляющего сюжета находится несколько самостоятельных повестей, в которых Лазарус от своего лица исследует разные формы и виды любви. Этот ряд открывается «Сказкой о человеке, который был слишком ленив, чтобы ошибаться» (англ. The Tale of the Man Who Was Too Lazy to Fail, вариация на тему II). Это аллегория, обращённая администратору, чтобы подтолкнуть его к установлению на Секундусе криптократии, в которой дела будут идти как бы сами собою. Главный герой этой притчи — Дэвид Лэмб, которого Лазарус описывает как однокурсника по военно-морской академии (шутка Хайнлайна — морская академия именуется Вест-Пойнтом, то есть смешивается с академией сухопутных войск), — сумел подняться до самых вершин карьерного роста, избежав при этом любых реальных усилий. Обучаясь в военно-морской академии, «Дэвид нашёл способ выполнять все положенные предписания и относительно секса — но так, чтобы не свихнуться, как случалось со многими его одноклассниками». Когда же некая девица забеременела от него, он попросту на ней женился, а тесть помог скрыть эту историю от начальства и закончить обучение. Попутно Дэвид изобрёл автопилот и впоследствии стал адмиралом. Выйдя в отставку, он сумел воспользоваться преимуществами Agricultural Adjustment Act, извлекая огромную прибыль из того, что не обрабатывал свои земли. Всё свободное время он проводил в гамаке у себя в саду, перечитав все книги о древней Греции, которые сумел найти в библиотеке штата. За всю жизнь он никому и никогда не причинил вреда, заставляя машины и организации работать на пределе эффективности, ибо это доставляет ему меньше хлопот. «Из всех, кого я знаю, Дэйв производил впечатление самого нормального человека».

### «Сказка о двойняшках, которые не были близнецами»
Лазарус рассказывает Минерве «Сказку о двойняшках, которые не были близнецами» (The Tale of the Twins Who Weren’t; вариации на тему с VI по IX). Когда человечество расселилось по Вселенной, Лазарус стал межзвёздным торговцем, путешествующим под именем капитана Аарона Шеффилда. На планете Благословенная он случайно оказался на невольничьем рынке, где была выставлена на продажу пара молодых людей («…друг другу они не соответствовали. Дома я принял бы её за итальянку, а его за шведа»). Лазарус заявил, что цена завышена раз в пять, но купец ответил, что «…они способны дать нормальное потомство… потому что, будучи генетическими близнецами, не являются родственниками!». Лазарус совершил спонтанную покупку, когда увидел, что торговец нацепил на Эстреллиту пояс целомудрия с кодовым замком (чтобы брат не лишил её невинности, повышающей цену) и не удержался, чтобы не нацепить пояс на купца. Брата Ллиты зовут Джо (Хосе), и они совершенно не представляют себе, что где-то может не быть рабства. После старта на планету Вальгалла Ллита сразу предложила себя Лазарусу и была мягко, но решительно отвергнута. «Никогда не спи с женщиной, которая от тебя зависит, если ты не женат на ней или не собираешься жениться». Далее Лазарус осознал, что взвалил на себя почти непосильную задачу: «Сможет ли он научить этих забитых невежественных животных быть людьми?».

В деле обучения я не колеблясь прибегал к литературе. Художественная литература — это более быстрый способ получить представление о чуждых образцах человеческого поведения, чем из научной литературы. Она только на шаг отстает от фактического опыта — а у меня было лишь несколько месяцев на то, чтобы сделать людей из этих забитых и невежественных зверьков. <…> Джо и Ллита не могли бы включить прочитанное в гештальт — и я вспомнил, что был такой учитель, который объяснял идеи с помощью притчей.

Они тратили на чтение каждый час, который я отводил для этого; как щенята, жались возле экрана читальной машины и ворчали друг на друга, требуя поскорее листать страницы. Обычно Ллита подгоняла Джо, она читала быстрее. Но как бы то ни было, они подгоняли друг друга и оба на глазах превращались из неграмотных в умелых читателей. Я не давал им аудиовизуальные книги, потому что хотел, чтобы они научились читать.
На планете Единогласие Лазарус устроил брак Джо и Ллиты, и спонсировал для них маленькую закусочную, также решительно отказавшись от статуса патриарха семейства. Ллита свела концы с концами уже в первый месяц и расплатилась по ипотеке за три года вместо пяти, подняв при этом троих детей, крёстным которых стал капитан Шеффилд. Со временем заведение превратилось в фешенебельный ресторан «Дом Лонгов» и однажды Лазарус получил чек на очень значительную сумму, где маршрут на корабле Лазаруса был рассчитан по тарифу Межзвёздной миграционной компании, а сумма за ипотеку сопровождалась процентами за тринадцать лет. Когда он пошёл к Ллите ругаться, то получил ответ, что существуют долги, за которые нельзя расплатиться, но можно отдать денежную часть. Лишь отдав эту часть долга, Ллита и Джо могли почувствовать себя по-настоящему свободными людьми. Когда Лазарус встретил их в следующий раз, обоим было за шестьдесят, но они почти не постарели, а Ллита была в очередной раз беременна. «Проще всего предположить, что Ллита и Джо были моими собственными прапраправнуками».

### «Сказка о приёмной дочери»
Составляет «вариации на тему» X—XI: англ. The Tale of the Adopted Daughter, которые Лазарус рассказывает Минерве. Повесть открывается поэтическим описанием в духе «Песни о Гайавате», написанным нерифмованным четырёхстопным хореем, утраченным в русском переводе. Лазарус поселился на девственной планете Новые Начала, став банкиром и владельцем фактории «Обдираловка» под именем Эрнст Гиббонс. Лазарусу нравится жить на фронтире, где вершиной техники является повозка, запряжённая мулами (мулами-мутантами, умеющими говорить), но он видит, как высокотехнологическая цивилизация быстро меняет мир. Планета населена краткоживущими; когда Лазарус прилетел на Новые Начала, он прошёл на Секундусе омоложение, выглядел лет на тридцать пять и регулярно наносил себе грим — старил себя. Однажды Лазарус спас из горящего дома очаровательную девочку Дору и стал её опекуном; когда она выросла, она назвала его подлинным именем, заявив, что давно догадалась, что он один из «этих Мафусаилов». Дора полна решимости родить для него ребёнка, даже если Лазарус улетит в другие миры; наедине она стала звать его первым именем — Вудро. Сам Смит-Гиббонс-Лонг изменяет своему принципу не заключать союзов между бессмертным и краткоживущими, но также понимает, что в маленьком поселении на фронтире он не сможет не выдать себя. Выходом становится загрузить фургон грузами и, перевалив хребет Бастион, ехать основывать ферму в дикой прерии. Они добрались до Счастливой долины, пережили жажду и нападения хищников; вспахали землю, построили дом и родили детей, пережили нападение тройки разбойников. Лазарус впервые в жизни познал все стороны человеческой любви: «Дора была единственной женщиной, которую я любил до самозабвения. Я знаю, что не сумею объяснить почему. Я не любил её так, когда женился на ней; тогда у Доры ещё не было времени показать мне, какой может быть истинная любовь». Когда она умерла — в глубокой старости — Лазарус не женился почти столетие.

### «Добрая пристань»
XIII вариация на тему (англ. Boondock, в редакции перевода 2018 года «Глухомань»). В этой новелле Лазарус окончательно обретает волю к жизни и поселяется на планете Терциус. Здесь описаны семейные обыкновения говардианцев: семья Лазаруса полиаморная, включает трёх мужчин, трёх женщин (Тамару, Иштар и Гамадриаду) и большое число детей, двое из которых — близняшки Ляпис Лазулия и Лорелея Ли, являются клонами Лазаруса женского пола, созданными без его ведома; в эти тела были подселены интеллекты компьютеров, хотя рожали их естественным путём Иштар и Гамадриада.

### «Da Capo» и «Кода»
Самостоятельная повесть «Da Capo» состоит из семи глав (четыре имеют название, три следующих обозначены нотной записью), «Кода» включает четыре главы, содержащие переписку, внутренние диалоги, газетные отрывки и финальную сцену с участием семейства Лазаруса; они также озаглавлены нотной записью. Старейший задумал грандиозный эксперимент: поставив на свою космическую яхту «Дора» машину времени, вернуться в Канзас-Сити времён своего отрочества и юности. У него множество причин оправдываться перед возражениями, ибо Лазаруса неудержимо тянет к собственным истокам. Перед отлётом Ляпис Лазулия и Лорелея Ли соблазняют своего генетического донора на зачатие ребёнка, ибо экспедиция Лазаруса рассчитана на десять лет. Оказалось, что Старейший промахнулся: «Дора» выбросила его в чистом поле и Смиту пришлось бежать от разъярённого быка, а потом оказалось, что произошла ошибка навигации: вместо 1919 года он попал в 1916-й — впереди участие США в Первой мировой войне. Назвавшись Тедом Бронсоном, Лазарус пробирается в Канзас-Сити, убеждаясь, что это прекрасное место для жизни представителей среднего или высшего класса. Здесь огромное количество конкретных бытовых деталей жизни в конце 1910-х годов: Лазарус заново открывает для себя время собственного детства, о котором почти позабыл. Посетив семейную церковь он смущён и потрясён красотой и привлекательностью Морин Смит — собственной матери. Заведя с ней разговор, он приглашён в старый дом Дедули — собственного деда Джонсона, и убеждается, что безнадёжно влюблён в Морин и чувства его взаимны. Он вынужден напоминать себе, что находится в Библейском поясе, и тут же парирует, что Морин — говардианка, а основой брачных отношений в этой общине был денежный контракт. Иными словами, для Морин адюльтер вполне возможно не будет грехом, да и свой контракт она уже отработала, родив восьмерых детей.
Оказавшись в ловушке, Лазарус увязает глубже и глубже. Он не собирался участвовать в войне, влечение к миссис Смит может поставить под удар её репутацию и вызвать месть со стороны Дедули. Сначала Тед Бронсон планировал покинуть Канзас-Сити и переждать десять лет до возвращения «Доры» где-нибудь в Латинской Америке, но не может противостоять всеобщему патриотическому угару. Старик Смит обзывает его трусом, запрещает навещать его дом, и тогда Вудро Вильсон Смит записывается в армию США. В «Записных книжках Лазаруса Лонга» содержится изречение, что Верность и Долг — «два высших достижения человеческого разума». Умом Лазарус понимает, что лучше не подвергать себя риску во имя распропагандированной «войны, которая покончит со всеми войнами», но главным для него становится абсолютная потребность заслужить уважение Морин и хотя бы целомудренно побыть с нею рядом. Наконец, Морин решительно берёт дело в свои руки и накануне отъезда Теда-Лазаруса в тренировочный лагерь предлагает ему себя. Правда, тогда из поездки в автомобиле ничего не вышло, ибо четырёхлетний Вуди — маленький Лазарус Лонг — залез на заднее сиденье, чтобы его свозили в парк развлечений. Когда в следующий раз они с миссис Смит остаются наедине, Лазарус узнаёт, что «Морин умеет быть бесстыдно-интимной», и решается сообщить, что является её потомком, не уточняя, какой степени родства. Проведя ночь с Морин, Лазарус убедился, что «любовь…, это не техника, это отношение к делу. Желание сделать кого-то счастливым и умение это делать». На фронте он пишет успокоительные письма своим домочадцам в далёкое будущее, а Дедуле — правду о положении на Западном фронте. Выполняя боевое задание, в последний день войны Лазарус получает смертельное ранение — пуля разворотила маяк, тайно внедрённый в его тело накануне отлёта. Экипаж «Доры» находит своего блудного главу; полубессознательный Лазарус прижимается к Тамаре, называя её «Морин». Когда он приходит в себя, происходит следующий диалог, на котором роман заканчивается:,

— Мне снился… скверный сон: как будто… я умер.

— Это был только сон, любимый. Ты не можешь умереть.

## Литературные особенности

### История создания и публикации
Сюжет под названием «Da Capo» присутствовал в творческих замыслах Роберта Хайнлайна более трёх десятилетий и зафиксирован в архивных материалах ещё в 1939 году: изначально это была история о реинкарнации, которая в следующем десятилетии трансформировалась в путешествие во времени, главным героем которой должен был стать Лазарус Лонг из романа «Дети Мафусаила». Всё это время сюжет включался в схему «Истории будущего», в которой занимал позицию после 2600 года; схема в последний раз пересматривалась в 1950 году. В 1949 году издательство «Шаста» запустило проект пятитомника «Истории будущего», последняя книга в котором включала повести «Вселенная» и «Здравый смысл», дополненные ещё не написанной «Da Capo». Этот проект так и не был реализован. В 1957 году Хайнлайн готовил «Детей Мафусаила» для книжного издания, причём его супруга Вирджиния настаивала, что роман следует переписать целиком; эта идея не вызвала энтузиазма у писателя. В 1963 году планировалось очередное издание «Истории будущего» в Putnam’s Sons, так и не реализованное; однако в том же году британское издательство Gollancz опубликовало «Пасынков Вселенной», поставив тем самым точку на всей серии. Больше попыток её продолжений, как и редактирования диаграммы Хайнлайн никогда не предпринимал. Однако архивные заметки для «Da Capo» множились.
В 1969 году Хайнлайн завершил роман «Не убоюсь я зла», на День ветеранов (11 ноября) приобрёл копировальный аппарат фирмы «Ксерокс» для размножения 10 экземпляров машинописи, которые требовали литературные агенты; в материальном плане всё обстояло благополучно, ибо очередное полумиллионное издание «Чужака в чужой стране» принесло его автору 13 000 долларов чистой прибыли (105 000 в ценах 2024 года). 6 января 1970 года Роберт с женой присутствовали на званом обеде Калифорнийского университета Санта-Круз, в ночь после которого почувствовал сильное недомогание. Так как к 19 января его самочувствие не улучшилось (в прессе муссировалось, что Чарльз Мэнсон вдохновлялся «Чужаком…»), Вирджиния настояла на госпитализации. К 23 января поднялась температура, и брат Роберта — Рекс — требовал, чтобы его перевезли в медицинский центр Стэнфордского университета. Там оказалось, что у Хайнлайна начался перитонит, и в течение 17 дней он не получал адекватного лечения. Во время срочной операции было удалено 18 дюймов кишечника с левой стороны, а жизнь писателю сохранили доноры Национального клуба редкой крови, в работе которого он ранее принимал активное участие. В феврале последовало быстрое восстановление и к июню Хайнлайн окончательно встал на ноги. Летом Роберт был поражён системным заражением золотистым стафилококком. Началось журнальное издание «Не убоюсь я зла» в журнале Galaxy, сентябрьское книжное издание позволило закрыть больничные счета. В 1971 году Роберт страдал от опухолей кожи лица, после операции он больше не мог выходить на солнце. На настроении писателя сильно сказалась кончина его «литературного крёстного отца» Джона Кэмпбелла. 21 октября последовали операции по удалению грыжи и камней в жёлчном пузыре, и к декабрю Хайнлайн оказался в состоянии продолжать работу.
В планах Роберта на 1972 год появилась «грандиозная шапка на Историю будущего» и возвращение к образу Лазаруса Лонга. Вирджиния настаивала на разработке сюжета о мичмане, который был слишком ленив, чтобы потерпеть неудачу. В основу его была положена подлинная история однокашника Хайнлайна по Военно-морской академии США Делюса Уэйта. Замысел сильно поменялся после получения письма от неоязычника Тима Зелла, основателя «Церкви всех миров». В результате началось написание серии сюжетов в стиле «Тысячи и одной ночи». 13 марта Хайнлайн приступил к написанию рукописи, называемой тогда «Лазарус Лонг: мемуары специалиста по выживанию». Его состояние не позволяло проводить за машинкой по 16 часов в сутки, как обычно, но всё-таки за 119 дней он дошёл до конца, завершив работу на свой 65-й день рождения — 7 июля 1972 года. Собрание афоризмов «Из записных книжек Лазаруса Лонга» формировалось Хайнлайном много лет, он разделил его на две главы, обрамлявшие центральную часть книги, чтобы дать читателю разрядку от трагического пафоса истории Доры. Далее Роберт стал править рукопись, и за три недели сократил её с 960 до 850 машинописных страниц (от 340 000 слов до 250 000) и изменил название на более броское «Достаточно времени для любви». Многие пометы «опущено» в опубликованном тексте обозначают сокращённые фрагменты первоначального текста. Книжное издание вышло в июне 1973 года и за неделю возглавило списки бестселлеров в Лос-Анджелесе и Сиэтле, а в конце месяца и в Нью-Йорке. Перед выходом книжного издания журнал Analog напечатал афоризмы Лазаруса Лонга. Издание в мягкой обложке было выпущено в январе 1974 года сразу миллионным тиражом. Хотя «Достаточно времени для любви» уступило первые места на голосовании за премии «Хьюго» и «Небьюла» роману Артура Кларка «Свидание с Рамой», Хайнлайн принял вторую премию за Кларка, который не успел вовремя приехать в США. Вирджиния Хайнлайн отмечала, что её муж к тому времени приобрёл такую репутацию, что мог отдавать в издательство рукописи, не оглядываясь на мнение редакторов. Огромные объёмы и рассуждения о сексе не отпугивали публику, напротив, были чем-то созвучны общественным настроениям. Ни редакторы, ни рецензенты даже особенно не обратили внимания на сцены с кровосмешением.
Переводчик и исследователь творчества Хайнлайна С. В. Голд в послесловии к русскому переводу 2018 года подытожил:

Прошло почти полвека с момента выхода книги, и можно определённо утверждать, что, как минимум, встряхнуть читателя она сумела. А об остальном читатели наверняка позаботились самостоятельно.

### Жанровая генеалогия и место в творчестве Роберта Хайнлайна
Английская исследовательница Фара Мендлезон отмечала, что именно в романе «Достаточно времени для любви» Хайнлайн взялся трансформировать собственную «Историю будущего», которая уже не стыковалась с тенденциями развития реального мира. В этом романе впервые появляются намёки, что Лазарус Лонг родился и существовал в иной реальности, нежели в которой существуем мы сами. Данная посылка будет раскрыта в следующем романе «Число зверя» (1980), в котором Лазарус является второстепенным персонажем и намечается тенденция к его дегероизации. Таким образом, «Жизни Лазаруса Лонга» со временем стали начальным романом в серии «Мир как миф», к которому «Дети Мафусаила» могут принадлежать лишь как приквел. Прямыми продолжениями «Времени любви» являются романы «Кот, проходящий сквозь стены» (1985; главный герой — сын Лазаруса) и «Уплыть за закат» (1987, история жизни Морин Джонсон-Смит — матери Лазаруса).
Критик Барри Крофорд вписывал научную фантастику в романтическую традицию, заложенную Шелли и Байроном, утверждая, что в XIX веке провозвестники НФ (Мэри Шелли с её чудовищем Франкенштейна) ещё не осмеливались поставить в центре повествования аутсайдера, изгоя, наделённого сверхчеловеческими качествами. Только в палп-журналах США возникло целое направление — «литература изгоев», эксплуатирующая симпатии читателей к этому типажу, не признающему никаких моральных и социальных ограничений. По мысли Б. Крофорда, Хайнлайн оказался самым известным поборником изгоя в современной фантастике, причём в начале своего творческого пути — в рассказах «По пятам» (1941) и «Все вы зомби» (1959) — писатель вообще абсолютизировал героя, кроме которого, в мире нет вообще никого. Самым глубоким исследованием проблемы аутсайдерства у Хайнлайна является роман «Дверь в лето» (1957), герой которого умудряется с помощью машины времени заново пережить часть своей жизни и превратить поражение в победу. Эпический образ Лазаруса Лонга полностью раскрыт в «Достаточно времени для любви», когда Хайнлайн подобрался к границам всех и всяческих социальных табу («установленных Давидом, дабы обеспечить законное продолжение рода»). Лонг в своих диалогах откровенен «на грани онанизма», оплодотворяет собственных клонов-близнецов, которые являются также его дочерьми, а потом крутит в 1916 году роман с собственной матерью. По мысли Б. Крофорда, во всём этом слишком много карнавального, «и ещё влажных мечтаний подростка», только познающего радости плоти. «…Конечная цель Лазаруса как старейшего и (по его словам) мудрейшего патриарха в истории — распространить своё семя так далеко и широко, дабы все люди стали его потомками, положив конец дому Давида и триумфально воссоздав дом Саула».
Американский литературовед Ч. Салливан III (Восточно-Каролинский университет) доказывал глубинную взаимосвязь романов «Не убоюсь я зла» и «Достаточно времени для любви», основываясь не на биографических фактах, а на типологии развития главных героев. Роберт Хайнлайн активно эксплуатировал в своём творчестве мотивы романа воспитания, и лишь в 1970-е годы смог позволить себе размышлять о финальной жизненной стадии своих героев, посмертии и бессмертии. Герои Хайнлайна времён «ювенилий» и творчества 1960-х годов являлись личностями (хотя иногда совсем ещё юными), способными участвовать в «исследовании, картографировании и освоении последнего, великого рубежа — Вселенной»; взрослые герои также оцениваются по уровню их компетенции и способности осуществлять менторство. Наконец, в 1969—1972 годах Хайнлайн разработал образы Иоганна Себастьяна Баха Смита и Лазаруса Лонга, осмелившихся бросить вызов смерти. Оба романа принципиально отличаются от всего, написанного Хайнлайном ранее: главные герои «Не убоюсь я зла» и «Достаточно времени для любви» — очень старые люди, у которых нет наставников или советчиков. При этом Лазарус Лонг был отлично известен поклонникам писателя и первым читателям «Достаточно времени для любви», ибо старейший из представителей Семейств Говарда фигуровал в романе «Дети Мафусаила», печатавшегося в журнальном варианте в 1941 году, и вышедшем в виде книги в 1958-м. В новом романе ему уже более двух тысяч лет, он испытал все мыслимые житейские ситуации и переживания и устал от жизни. В некотором роде образы Лазаруса и Иоганна Смита составляют диптих: если дряхлый старец Смит хочет обмануть смерть и избежать её, то сверхзадачей Лонга становится отыскать причину продолжать жить дальше. Хронотоп ранних романов Хайнлайна непрерывно расширялся, охватывая множество планет Солнечной системы и всей Вселенной; в шестидесятые годы фокус сместился на проблемы Земли, в «Не убоюсь я зла» и «Достаточно времени для любви» повествование нацелено на внутреннюю жизнь двух старцев и бесконечные проповеди и комментарии, касающиеся в том числе сексуальной сферы. Сексуализация повествования очевидна: фактическим двигателем сюжета являются истории разных любовных связей и привязанностей Лазаруса Лонга, которые тасуются самыми причудливыми образами. По мнению Ч. Салливана, венцом всему является оплодотворение Лазарусом своих дочерей-клонов-близнецов (бывших компьютеров, возжелавших получить человеческий облик и желающих познать любовь) и роман с собственной биологической матерью в далёком прошлом. Любовь для Лазаруса непременно включает физический аспект как составную и необходимую часть этого понятия. В результате Лонг всё-таки находит причину продолжать жить дальше: во-первых, рассказывая свою жизнь для архива Фонда Говарда, он вновь переживает радости земного существования, которые уже получил в прошлом; во-вторых, опыт новой жизни в полиаморной семье омолодил Лазаруса психологически. Тяжело раненный на фронте Первой мировой войны, но спасённый своей большой семьёй, он получает установку: «Ты не можешь умереть». Механического бессмертия недостаточно: составной частью вечной жизни является овеществлённое в воспоминаниях время и любовь. Лазарус Лонг обрёл всё это.

### Композиция и стиль
С. В. Голд рассматривал «Достаточно времени для любви» как этапный для Хайнлайна роман, который должен был реализовать его амбициозный замысел «вырваться из фантастического гетто в мейнстримную литературу», создав социально-философскую прозу в духе Айн Рэнд или романа «Люди как боги» Уэллса. В некотором смысле это было возвращением к самому первому роману Хайнлайна «Нам, живущим» (который так и не был к тому времени опубликован) — с критическим обзором всех сторон жизни и максимальным масштабом охвата и перспектив. Роман начинается с величайших вопросов человеческого бытия — жизни и смерти, в результате вместо традиционного фантастического романа Хайнлайн представил мемуары умирающего Лазаруса Лонга. Однако ни темперамент писателя, ни сложившийся образ главного героя не допускали чрезмерного пафоса, поэтому беседы на смертном одре превратились в собрание анекдотов и рассказов в духе «Тысячи и одной ночи». Лазарус представал «депрессивным, мерзким, вздорным и временами чертовски болтливым старикашкой, его следовало сжечь, чтобы возродить к новой жизни, как птицу Феникс». Таким образом, роман открывается и завершается смертью и воскресением Лазаруса. Попятное его движение от смерти к жизни пронизывает весь роман и реализуется в нескольких планах. Во-первых, это физическое преображение измученного старца в мужчину в расцвете сил с помощью передовой медицины пятого тысячелетия; переход от депрессивно-суицидального настроения к позитивному интересу к жизни — при активном содействии благодарных потомков женского пола; и даже физический возврат к собственному детству на Старую Землю на Средний Запад с помощью машины времени. Многоплановость замысла и цикличность структуры, а также неоднородность выходивших из-под машинки текстов требовали от Хайнлайна отказа от традиционной романной формы или даже формата альманаха. Хайнлайн тяготел к литературным экспериментам от самого начала писательской карьеры, но три десятка лет его сдерживали контракты с издательствами и принятые в фантастическом сообществе форматы и жанровые условности.
В итоге Роберт Хайнлайн пришёл к симфонической форме: текст «как бы нарезан концентрическими кольцами, похожими на электронные орбиты». Отказ от линейного изложения позволил отказаться от расписывания развития персонажей, они скачкообразно переходят от одного состояния к другому. Структуру текста можно представить в виде набора концентрических кругов. На внешнем уровне находятся зачин и финал — смерть главного героя. «Ядром атома» и апофеозом всего замысла является повесть о любви Лазаруса и Доры. Промежуточные между внешним кольцом и ядром романа слои описывают разнообразные пограничные состояния между любовью и смертью. Продолжая аналогии с музыкальной формой, С. В. Голд определил центральной темой эпической симфонии — тему любви; всё прочее (включая вопросы генетики, социологии, банковского дела и морали) лишь обрамляли главную тему, придавая ей многомерность. За две тысячи лет своей жизни Лазарус так и не нашёл никакой иной причины для продолжения жизни, кроме как «делать детей любимой женщине в полном с нею согласии». В семнадцати вариациях на тему последовательно представлены «всевозможные виды чувственной и физической любви во всем спектре отношений от отеческого/материнского чувства, через дружбу и симпатию — к эмпатии и всепоглощающей страсти». Несколько глав-вариаций так и называются: «Агапэ», «Эрос» и так далее. По С. В. Голду, Хайнлайн семантически препарирует именно понятие «любовь», но не саму любовь, представляя её проявления, за что регулярно подвергался обвинениям в «объективации женщин, порнографии, сатириазе и тому подобном».
Романная композиция закольцована: в финале герой возвращён к собственным истокам, а в качестве объекта любви ему предложена собственная мать. В некоторых рецензиях 1970-х годов по этому вопросу представлена «вся мощь любительского психоанализа». Однако Хайнлайн разрабатывал сюжет сексуального контакта сына и матери и его анализа с этической и социальной точек зрения ещё в 1955 году. Писатель исходил из постулата, что ребёнок, взрослея, избирает в качестве второй половинки некое подобие своего родителя. Из этого проистекало, что «мать и сын, встретившись в юном возрасте, увидят друг в друге свой идеал мужчины/женщины». В черновом варианте текста «Жизни Лазаруса Лонга» генетические выкладки по проблеме инцеста занимали 60 страниц, и даже вошедшие в текст фрагменты казались критикам чрезмерными. Пойдя на попрание всех мыслимых социальных табу, Хайнлайн заодно снял со своих героев в 1916 году проблему адюльтера, ибо Фонд Говарда, спонсируя селекционные браки долгожителей, сделал открытую модель супружества нормой и необходимостью. В том же контексте Джордж Слассер отметил, что Хайнлайн не стал повторять коллизии своего рассказа «Все вы зомби», и вернувшийся к своей матери-ровеснице Лазарус не стал отцом самому себе: Вуди Смит уже живёт и активно познаёт мир, а Морин вновь беременна от своего мужа Брайана — отца Смита.
Помимо темы любви, Хайнлайн насытил свой роман тематикой, которая интересовала его ещё в сороковые и пятидесятые годы, ссылаясь на собственные произведения: «Не убоюсь я зла», «Пасынки Вселенной», «Гражданин Галактики», «Зелёные холмы Земли» и некоторые другие. Изобилие отсылок решало ряд писательских задач. Во-первых, интертекстуальные связи демонстрировали поклонникам завершение «Истории будущего», то, что «Da Capo» и являлось именно тем самым продолжением, которое было предусмотрено в диаграмме. С другой стороны, Хайнлайн постепенно расширял рамки своего фантастического мира, включая в роман ссылки на произведения, которые в диаграмме не упоминались. К началу 1980-х годов это оформилось в концепцию «Мир-как-миф». Такое изобилие требовало максимального расширения стилистических приёмов. Хайнлайн активно задействовал поэзию, включив в повествование «слепого певца космических дорог» Райслинга. «Сказка о приёмной дочери» открывается подражанием Лонгфелло, но в ней же (как в «Da Capo») огромное количество неприличных частушек и прибауток, детских считалок и прочего. Поэзия может меняться на воровской жаргон, техасский региолект, компьютерный канцелярит; как обычно у Хайнлайна, в тексте множество явных и скрытых цитат из Библии и Шекспира. Исторические примечания, вероятно, создавались по лекалам «Железной пяты» Джека Лондона. Кроме того, в одном из писем Роберта 1956 года С. В. Голд обнаружил, что уже тогда Хайнлайн размышлял над принципиально новым для себя методом: «техника подачи от первого лица с несколькими героями. Мне, как в кино, нужны быстрые переключения на разные ракурсы и перемещение камер; идея в том, чтобы достичь кинематографической скорости, добиться эффекта присутствия и сопереживания… <…> Основная сложность, как мне кажется, кроется в задаче перехода от одной точки зрения к другой, чтобы при этом и не смутить читателя, и не растерять его сопереживание герою». Вирджиния уже тогда советовала не использовать данный приём в заказных текстах, оставив его для серьёзного романа. В «Достаточно времени для любви» данный приём задействован в главе «Da Capo VIII» в эпизоде со свечой, где мысленный монолог Лазаруса переходит в монолог Морин. По мнению Б. Франклина, имя Доры и завязка её отношений с Лазарусом заимствованы Хайнлайном из «Случая Доры» Зигмунда Фрейда, первый сон которой дословно перенесён в сюжет «Сказки о приёмной дочери».
Рассматривая те же сюжеты, литературовед Джо Сандерс отметил, что в финальных главах романа заметны ноты солипсизма, вообще характерного для творчества Хайнлайна. В сцене первого знакомства Лазаруса-пришельца с Морин Смит прямо говорится, что главный герой исповедовал солипсизм с тех самых пор, как помнил себя («Паутина, кругом паутина!»). Солипсистской сути романа посвящена самая короткая из глав — «Кода II», — в которой описаны ощущения Лазаруса после того, как его подстрелили. Когда в его глазах погасли звёзды, некий Мрачный Голос заявил: «Нет времени, нет пространства, всё, что было, — есть и будет. Ты это ты, ты играешь в шахматы с самим собой и снова поставил самому себе мат. <…> Будь верен себе, иначе испортишь игру». Когда Лазарус пытается возражать, Голос требует, чтобы тот изменил правила и начал играть заново, ибо всё равно «не можешь исчерпать её бесконечное разнообразие». На просьбу взглянуть в лицо говорящего, Лазарус услышал в ответ: «Загляни в зеркало». Во всех вариациях на тему Лазарус поступает именно так — меняя правила на ходу, и пояснив в афоризмах, что игра по определению нечестная, но выиграть её, не сделав ставки, невозможно. Выигрышем является жизнь и любовь; Лазарус не претендует на открытие окончательной вселенской истины, но обретённых им крупиц истины достаточно, чтобы продолжать жить и любить.

### Лазарус, солипсизм и бессмертие
Джордж Эдгар Слассер, сопоставляя текст «Достаточно времени для любви» с омнибусом 1967 года «Прошлое через будущее» (The Past Through Tomorrow), отметил, что Хайнлайн явно приступил к переосмыслению своего творчества как единого метатекста, в котором не существует сюжетных нестыковок и несоответствий. Однако он считал, что арсенал художественных средств, задействованный Хайнлайном, архаичен и в лучшем случае относится к литературе XVIII века. Музыкальные заголовки для хотя бы поверхностной увязки сюжетов «Жизни Лазаруса Лонга» также отмечены Слассером, который считал финальные главы своего рода апокрифом, позволяющим закольцевать разные части романа; интродукция и финал повествуют об одном и том же. Необычная форма служит для объединения двух принципиально различных литературных стратегий, дабы донести до читателей сокровенные мысли автора о человеке и вселенной. Отказавшись от линейного повествования и острого сюжета, Хайнлайн переходит к проповедям, и личность почти вечного и бессмертного Лазаруса сразу подсказывает читателя масштабы всего действа. По мысли Слассера, близость смерти, пережитая Хайнлайном, весьма болезненно сказалась на восприятии им человеческой природы и ничтожности каждой индивидуальной жизни. Умный человек осознаёт пределы собственного существования и является не более чем «квинтэссенцией праха». В некотором смысле «Достаточно времени для любви» продолжает роман «Не убоюсь я зла», так как Иоганн Смит умер во имя прогресса, а жизни Лазаруса начинаются с того же места, где остановилось действие предыдущей книги. В то же время Лазарус (и Хайнлайн) отвергли дилемму Гамлета («быть или не быть»), так как в его фантастическом мире наука сумела решить проблему регенерации и реювенализации. В этом плане «Достаточно времени…» является утопией, и, как любой писатель-утопист, Хайнлайн столкнулся с проблемой, проистекающей от беспроблемности его фантастической вселенной. Лазарус «Детей Мафусаила» боролся за выживание, что придавало его существованию смысл. В зачине «Достаточно времени для любви» Лазарус задаётся вопросом, ради чего стоит жить. Согласно Слассеру, автор Лазаруса так и не смог убедительно ответить на этот вопрос, и старался всеми силами обойти его, «но призрак сопротивлялся и молчаливо стоял в сторонке», указуя на ошибку автора: мир его бесчеловечен и механистичен. «Небесам нечего предложить бессмертному человеку, живущему в утопическом искушении». Отсюда двойственность романа, действие в котором разворачивается на двух уровнях — прошлых похождений Лазаруса и нынешней его проблемы продления собственного существования в странном мире, где он является всего лишь живым ископаемым. Не случайно, что в описанной идиллии «Доброй гавани» царит невероятная скука: единственное, что у Лазаруса осталось — созерцание собственного прошлого со всеми его анахронизмами. Даже его резиденция оформлена как древнеримский дом из Помпеи, правда, со всеми современными удобствами, включая эротические.
Профессор Ратгерского университета Брюс Франклин причислял Лазаруса к категории архетипических героев, конкретно, трикстера, выражением качеств, которые Хайнлайн считал сущностью человеческой природы: хитрый и энергичный ловкач, отличающийся находчивостью, воинственностью, смелостью, мужеством, изобретательностью, компетентностью, выносливостью. Он является предком большей частью человечества, расселившегося в космосе, куда ещё в 2136 году (в романе «Дети Мафусаила») вывел представителей Семейств Говарда — селекционно выведенных сверхчеловеков-долгожителей. Потомки величают его Старейшим и Предком, признавая его право на верховенство; это не отменяет и других эпитетов, впрочем, любовных: «варвар и мошенник по меркам цивилизованного общества», «старый козёл, засеявший своим семенем весь этот уголок Галактики», «родился без крайней плоти, без червеобразного отростка и, по-видимому, без совести». Вполне мифическое существо, почти скандинавский или олимпийский бог. Дж. Слассер соглашался, что в романе нет никого, кроме Лазаруса Лонга. Все персонажи «Достаточно времени для любви» так или иначе являются частью Лазаруса Лонга — иногда буквально, как потомки или даже клоны. Его многочисленные перевоплощения сделали его генетическим источником человечества во Вселенной. Ничто не утрачивается, всё возвращается в акте вселенского оргазма. Даже Морин всего лишь повторяет тезис Лазаруса о самоотречении в любви. Однако постоянная забота Лонга о своих домочадцах, его патриархальный комплекс, его увлечение зеркальными близнецами и двойниками, его одержимость инцестом — всё это только проявления его собственного эгоизма. Компьютер Минерва, выслушав в исполнении Лазаруса повесть о Доре, влюбляется в него и просит создать для неё человеческое тело: «Компьютер испытывает человеческие желания, потому что мы создали его по своему образу и подобию, ещё одно лицо в этой галерее зеркал». Иными словами, куда бы Лазарус не устремлял своего любящего взора, он натыкается только на самого себя: «Сотворение „сестёр-дочерей“ из собственной плоти даёт ему уникальную возможность соединиться с собственным телом». Поэтому «венценосный любовный роман с собственной матерью» Лазаруса полностью обоснован в сюжетом отношении: соединившись с первопричиной собственного существования, герой обнимает собой всё, что находилось во Вселенной. Воскресение в финале с формулой «Ты не можешь умереть» позволяет Лазарусу полностью осознать себя Человеком. Бессмертие означает, что во Вселенной Хайнлайна нет ничего трансцендентного. Жизнь оказывается лишь количественным показателем, а любовь — сугубо физическим действием. Лазарусу остаётся только выбор между пессимизмом (кнопкой для эвтаназии — единственным актом свободной воли) и оптимизмом («отказом покинуть юдоль малых сих»). В утопии нет никаких перспектив на духовное преображение, и герой, «стремясь развеять свою скуку, навевает её на читателя». Человек — покоритель времени и пространства, единственная непреодолимая сила во всём творении, — подл, злобен и очень решителен.
Б. Франклин отмечал синтетичность «Достаточно времени для любви», в который Хайнлайн вложил свою версию философии истории или, точнее, размышлений над судьбами цивилизации. К началу 1970-х годов стареющий писатель не скрывал недовольства тенденциями развития человечества, и вложил в уста Иоганна Себастьяна Баха Смита — героя «Не убоюсь я зла» — литанию «старым добрым дням Ford Model T», когда «Соединённые Штаты были прекрасной страной, полной надежд». Нечто подобное повторяется и в «Жизни Лазаруса Лонга», когда главный герой, планируя путешествие в прошлое, заявляет, что «винтажное десятилетие» 1919—1929 годов стало «самым последним счастливым периодом» в истории Земли, а любой год после 1940 года — является катастрофическим. Иными словами, нашу современность Хайнлайн объявил началом конца цивилизации, которая потерпит крах в XXI веке. В «Не убоюсь я зла» космические путешествия названы «родовыми муками вымирающей расы», выжившим придётся стряхнуть с себя больные стандарты породившей их культуры. Тем не менее, во вселенной XLIII века, где живёт Лазарус, человеческая раса пережила крушение западной цивилизации, преодолела множество кризисов и населила порядка двух тысяч землеподобных планет, и даже разрабатывает планы путешествия за пределы нашей Галактики. По мнению Б. Франклина, всё перечисленное — это собственный вариант мифа Хайнлайна об американских пионерах, космические корабли в котором — это фургоны первопроходцев Галактики. Подобно тому, как миф о пионерах низводит коренных обитателей Америки в лучшем случае до уровня недочеловеков, так и Хайнлайнов миф не оставляет во Вселенной места ни для каких других, кроме человека, разумных существ. Все инопланетяне из ранних романов Хайнлайна в его позднейших произведениях не упоминаются, вероятно, они были побеждены или уничтожены. Миф о Явном Предначертании перенесён в галактические просторы: «до сих пор нам не удалось повстречаться ни с одной расой, такой же упрямой, подлой и беспощадной, как наша». Лазарус, поистине, сверхчеловек — персонификация расы, способной выжить. Согласно Б. Франклину, в романе Хайнлайн представил целых четыре утопических модели, наиболее подробно разработав первую из них — идиллию фермеров-первопоселенцев на планете Новые Начала. «Здесь все живут счастливой большой семьёй, наслаждаясь свободой анархистского толка», но в центре семьи архетипические фигуры Отца и Матери — Лазаруса и Доры. Вторая утопия — Секундус, второй дом Фонда Говарда; третья — Тертиус, полиаморная гавань Лазаруса и его домочадцев, утопия чувственности; четвёртая — Канзас-Сити времён детства Лазаруса и самого Хайнлайна, на самом деле мало отличающаяся от Секундуса.
Фара Мендлезон, цитируя Дж. Слассера, рассматривала фигуру Лазаруса в контексте жанрового амплуа пикаро, хотя уже в «Детях Мафусаила» 1941 года он сделался слишком монументальной фигурой. В «Достаточно времени для любви» Хайнлайн активно экспериментирует с плутовским жанром, вывернув наизнанку сюжетное обрамление «1001 ночи»: если в арабском оригинале Шахерезаде нужно было заинтересовать повелителя, чтобы выторговать ещё один день жизни, то окружение усталого от жизни Лазаруса «раскручивает» его на очередную историю, чтобы тот не тянулся к кнопке за эвтаназией. В итоге, «персонаж, похожий на Лазаруса Лонга» странствует по временам и планетам, являя собой проекцию Вечного Жида. Четыре вставные повести, если анализировать их в жанре пикарески, образуют весьма стройную конструкцию. Сказка о Дэвиде-лентяе, с одной стороны, типичная площадная буффонада, однако его философский взгляд на мир формирует образ Лазаруса Лонга в «Сказке о двойняшках, которые не были близнецами». По мысли Ф. Мендлезон, запредельный объём лекций по генетике в этой повести маскирует прямое продолжение «Гражданина Галактики». В этом романе — из серии ювенилий — главный герой Торби Баслим является непримиримым борцом с рабством, что также прямо соотносится и с романом «Дети Мафусаила». Так и Лазарус, который в принципе никогда не намеревался покупать рабов, оказался в «ситуации, когда он не мог отказаться от сделки», и добровольно взвалил на себя ношу превращения рабов в полноценных личностей и граждан. Точно такая же логика в «Сказке о приёмной дочери»: когда Дора в буквальном смысле свалилась Лазарусу на голову, он не может двигаться дальше по жизни, не исполнив своего долга перед ней — сначала воспитателя, а затем и мужа и возлюбленного. Лазарус никогда не может достигнуть отрешённого (или злого) равнодушия пикаро, тем более, не способен принять его главной ценности — «лишь бы шкура была цела». В итоге, даже оказавшись в доме своего деда и матери в 1917 году, Лазарус, чтобы исполнить свою главную цель — восстановить связь с живой нитью человечества, отправляется на совершенно не нужную ему войну.

### Эпос Хайнлайна
Фантастовед, историк и антрополог Леон Стовер, рассматривая роман в контексте жизненного пути Роберта Хайнлайна, отмечал, что «Достаточно времени для любви» по объективным причинам вполне мог бы оказаться последним произведением писателя, и это был бы «монументальный финал». Стовер утверждал, что в 1973 году роман озадачил критиков, но очень быстро последовал ряд пренебрежительных отзывов, также основанных на фактах биографии: Хайнлайн исписался, «его герой поражён старческим маразмом», а сам автор одержим собственной смертностью и Эдиповым комплексом («как если бы автор был пациентом психоаналитика, потворствующим своим старческим фантазиям»). На самом деле Лазарус Лонг — это яркий случай инверсии Хайнлайном объективной реальности, ибо с автором его не связывает ничего, кроме декларируемых взглядов. На это указывает и чрезвычайно сложная форма повествования, которую можно сравнить с Артуровым циклом (на что намекают имена героев, например, Галахад); несомненно, что эта форма — эпическая. Хотя в научно-фантастическом лексиконе термин «эпос» поменял значение, и его применяют к фантастическому роману большой длины и объёма. Однако «Жизни Лазаруса Лонга» являются эпосом в изначальном древнегреческом смысле слова, — повествованием о подвигах героя в истории. По мнению Стовера, в англоязычной литературе XX века лишь два писателя всерьёз обратились к эпосу — Джеймс Джойс (с его «Улиссом») и Хайнлайн. В этом контексте «Достаточно времени для любви» — подлинный эпос и венец всего творчества Роберта Хайнлайна.
В романе о Лазарусе Лонге можно найти весь мифологический комплекс, свойственный эпосу. Он открывается предисловием архивариуса Фонда Говарда, который хранит память обо всех многочисленных жизнях и приключениях главного героя, добавляя к ним и его собственные воспоминания, а также разнообразные истории, байки и мистификации. Хотя в романе нет сверхъестественного элемента, но функции божественного вмешательства переданы средствам науки будущего — омоложение, бессмертие, разумные компьютеры и путешествия во времени. Их можно рассматривать как признаки жанрового шаблона, обеспечивающего успех у читателей — поклонников фантастики, но также и элементы мифологии, стандартные для эпического повествования. В конце концов, у Овидия сказано, что гомеровский Нестор прожил более двухсот лет, а Фаон был омоложен Венерой. Есть даже аналог «Каталога кораблей», да и сам Лазарус очень напоминает Одиссея — хитроумного «небесного торговца», полубожественного героя-трикстера. Сложное, многоплановое повествование имеет свой фокус, как в Гомеровых поэмах: для древних греков эпос проповедовал героическую этику, которая задавала формат социальных отношений для всего языческого мира Средиземноморья. Хайнлайн проводит свою этику, основанную на образцах классического героизма, старомодной джентльменской галантности и современного рыцарства, замешанное на социал-дарвинизме Спенсера. Лазарус Лонг очень напоминает шевалье де Байяра — «sans peur et sans reproche». Это очень американский по духу и форме эпос: Хайнлайн, восхваляя индивидуализм, хитроумие и напористость своего героя, категорически отрицает формулу «человек человеку волк» и стремление жить за счёт окружающих, считая это признаком больной, вырождающейся культуры. Право быть личностью зарабатывается самодисциплиной и умением нести ответственность: поэтому Хайнлайн воспевает фронтир, в условиях которого каждый человек получает свободу действовать автономном и ответственно, без оглядки на окружающих и приказов вышестоящего руководства. Вселенная предоставляет джентльменам-пионерам бесконечное число Новых Светов, когда Старый Свет принуждает человека от него освободиться.
Леон Стовер полагал, что у «Достаточно времени для любви» и вообще эпической линии в творчестве Хайнлайна имелся претекст — полузабытый «народный эпос» Винсента Макхью «Америка Калеба Кэтлума» (1936). Хайнлайн купил эту книгу в 1937 году, когда уже всерьёз задумывался о карьере писателя. В основе повествования — история города Кэтлумвилла, то есть Америки; его обитатели — бессмертные. К числу бессмертных относятся все ключевые персоны, участвовавшие в открытии Нового Света и создании США: Эрик Рыжий, Дэниел Бун, Льюис и Кларк, Авраам Линкольн, Пол Баньян и Джон Генри, и даже Гек Финн. Далее Кэтлумов сгоняют с их земли торговцы — «убийцы мечты, стремящиеся лишь к прибыли», и Калебу приходится организовывать исход своей семьи в некую Страну Великой Пещеры, откуда они вернутся, чтобы возродить Америку. Лазарус Лонг — явно проекция Калеба Кэтлума: бессмертный старейшина избранных долгоживущих людей, которые спустя столетия станут друг другу кровными родственниками. Есть существенная разница, ибо «Америка Калеба Кэтлума» — это духовная автобиография нации, пусть и представленная в несерьёзной форме; тогда как «Достаточно времени для любви» — история будущего всего человечества, представленная через жизнеописание Лазаруса Лонга. В известной степени, образ его перекликается с романом «Человек: Автобиография» Джорджа Р. Стюарта (1946), чей главный герой Иша — последний цивилизованный человек, переживший истребившую человечество пандемию, которому предстоит населить Землю заново.

### Миф о вечном возвращении
Исследователь Рассел Летсон соглашался с определением, что «Достаточно времени для любви» — это проявление вершинных амбиций Р. Хайнлайна как писателя, который может позволить себе дидактизм и разнообразные литературные эксперименты. При этом Летсон не соглашался с рецензентами, видевшими в тексте лишь литературную неудачу, полагая, что в романе весьма жёсткая и глубоко продуманная формальная структура и концепция, «полностью подчинённая авторскому замыслу». Иными словами, «Жизни Лазаруса Лонга» — философский роман, который подытоживает несколько десятилетий размышлений Хайнлайна, которые проявлялись и в его ранних работах, а теперь интегрированы в метатекст. Из этого, в частности, следует, что чтение «Достаточно времени для любви» как стандартного жанрового произведения является стратегической ошибкой: повествование дискретно, сюжет расплывается или отсутствует, прерывается длинными флешбэками, тогда как персонажи являются либо масками автора, либо выражением его интеллектуальной позиции. Основой книги является не нарратив, а тема, в этом смысле глубоко обусловлено использование музыкальной терминологии в заглавиях. То, что можно принять за обрамляющий сюжет — попытку спасти Лазаруса от вселенской скуки и омолодить его, — прерывается с самого начала многочисленными отступлениями («Лазарус играет в Шахерезаду»), а затем «Сказкой о человеке, который был слишком ленив, чтобы ошибаться» и двумя сборниками афоризмов. Главы, обозначенные как «Контрапункт» вводят модели отношений, развивающиеся в семействе Лонгов на Терциусе: связь Галахада и Иштар, и рождение сестёр-клонов Лазаруса от Иштар и Гамадриады. Центральную часть книги занимают разнообразные «Вариации на тему». Контрапункт обрывается на середине книги — когда формируется полиаморная семья Лазаруса, а функции «Da Capo» и «Коды» разворачивают новый опыт, который стал платой Лазаруса за его возрождение к активности. При этом Летсон считает, что называть тему контрапункта и вариаций темой любви — чрезмерное упрощение. Даже заглавие «Достаточно времени для любви» указывает лишь на часть набора, исследуемого Хайнлайном. Тема неопределима так же, как Лазарус и его отражения не в состоянии сформулировать определение любви. Точнее всего её можно определить как драматизацию главного экзистенциального вопроса главного героя — «зачем продолжать жизнь, в который ты уже испытал все ощущения, да ещё и не по одному разу?» Форма книги не определяется сюжетными надобностями. Любовь, вынесенная в заглавие романа, является лишь кодовым обозначением большой группы социальных отношений и эмоциональных состояний, пробуждающих Лазаруса к жизни. Омоложение его происходит только тогда, когда он включается в полиаморную семью на Терциусе, включающую людей и разумных компьютеров, практикующих все виды эротической любви и любви к ближнему. Лишь в финале Лазарус поверяет Морин (высшей награде всей двухтысячелетней жизни) конкретный опыт заботы о нём Тамары. Любовь — это и ключ к выживанию семьи, общества и всей человеческой расы в целом, и двигателем всего действа является бесконечное разнообразие отношений между любовью и выживанием.
Именно вариации любви в жизни Лазаруса задают фабульный ряд романа: сначала осторожная сыновняя любовь Айры Везерела почти принуждает Старейшину подвергнуться очередной процедуре омоложения; далее сочувственная Минерва — пока ещё компьютер — выслушивает рассказы Лонга о любви в его прошлых жизнях. Кризис, предшествующий образованию семьи на Терциусе, разрешается двуедиными усилиями Тамары — гетеры и целительницы; именно она прерывает полувековое безбрачие Вудро Смита. Далее следует символическая часть текста, в которой путешествие во времени служит обрамлением истории Ляпис Лазулии и Лорелеи Ли и эроса Лазаруса и Морин. Семья и её продолжения — общество и раса — воспроизводятся эросом и агапэ, обеспечивающим деторождение, воспитание и защиту новых поколений. Семья в любой форме — высшая форма человеческой организации и самоорганизации, и только она способна подарить счастье каждому отдельному индивидууму; эрос в отношениях мужчины и женщины — лишь «вишенка на торте». Такова утилитаристская философия и универсальная мораль Лазаруса Лонга: индивидуум, семья, общество и вид связаны вместе силой любви ради выживания.
Согласно Р. Летсону, философия Лазаруса отсылает к интеллектуальным течениям XIX века, особенно механицизму, социал-дарвинизму и прагматизму. Кризис Лазаруса отчасти подпитывался его физической немощью; когда тело пришло в норму, вернулся интерес к жизни, а участие в воспитании клонов-близнецов гарантирует ему занятие и эмоциональную вовлечённость. Решение отправиться назад во времени — это кульминация проснувшегося интереса к жизни, и выводит мысль Хайнлайна за пределы механистического биологического детерминизма. Тамара занялась Лазарусом ещё до собственного омоложения, и так вводится финальная тема — соединения эротической и материнской любви, превалирующая в «Da Capo». По мысли исследователя, «Сказка о двойняшках, которые не были близнецами», «Сказка о приёмной дочери» и «Da Capo» образуют внутри романа особую сюжетную структуру, параллельную линии исцеления Лазаруса. Все три сюжета автономны от основной фабулы, все они имеют законченный сюжет и вполне могут быть опубликованы самостоятельно, действие всех происходит в прошлом от основной романной линии. Выстроенные последовательно, три новеллы демонстрируют этапы обретения Лазарусом эмоционального роста, венчающегося романом с Морин. Именно в них и фиксируется миф о Лазарусе, поведанный Хайнлайном, и это — «эмоциональный двигатель», который толкает вперёд действие книги. В мифе Хайнлайна появляется тема инцеста, которая в двух «Сказках» занимает периферийное положение, но зато очень важна для «Da Capo».
В финале взрослый многоопытный Лазарус в романе с Морин испытывает минимальный внутренний конфликт, синхронизирует свою личность с базовой фабульной линией и гармонизирует свою интеллектуальную и эмоциональную жизнь. Само заглавие «Da Capo» указывает на возвращение. Это и возвращение Лазаруса к самому себе как личности и в буквальном смысле к собственным истокам, и даже в некотором роде повторение на более высоком уровне всех тем предшествующих глав (семья, генетика, инцест). Тема возвращения задана с самого начала — с первого диалога Лазаруса и Айры, когда Смит-Шахерезада начинает заново переживать самые важные для него эпизоды из прошлого, важнейшим из которых оказывается брак с Дорой. Некоторые исследователи даже пытались истолковывать этот пласт романа как психоаналитический, наглядно описывающий исцеление душевных недугов (исповедь/регрессия), и одновременно как архетип повествования: миф не библейский, не олимпийский, а «нашего времени, где Фрейд — пророк его».

## Восприятие в критике

### Прижизненные отзывы

#### Первые отзывы в прессе
Обозреватель The New York Times Джон Леонард сопоставлял в своей рецензии двух фаворитов литературных премий в области фантастики 1973 года: «Достаточно времени для любви» Хайнлайна и «Свидание с Рамой» Артура Кларка. Оба признаны — «ветеранами и тяжеловесами» жанра: для Кларка это 48-я изданная книга, а для Хайнлайна — 39-я. Леонард начал с того, что большинство фантастов активно используют жанровые шаблоны приключенческого жанра и вестерна, да и сам Хайнлайн прямо заявляет, что «космические корабли — это фургоны пионеров Галактики». Более того, эпический размах «Истории будущего» Хайнлайна таков, что критик сравнил её с Ветхим Заветом. Хайнлайн показательно авторитарен и этим напоминает Айн Рэнд, но при всём своём самолюбовании он «чертовски хороший рассказчик; не читать его — значит не обладать любопытством и способностью получать удовольствие». Он также автор замечательных афоризмов и вообще его роман можно считать прекрасным развлекательным чтением, ибо талант Роберта Хайнлайна затягивает. Единственным недостатком является то, что все его персонажи ведут себя и говорят совершенно одинаково, но это искупается множеством иных достоинств произведения.
В заметке журнала Kirkus Reviews «масштабная хроника жизни и бесконечных времён Лазаруса Лонга» названа завершением эпической «Истории будущего» Роберта Хайнлайна. По стилю роман относится к тому же типу, что и «Чужак в чужой стране» и «Не убоюсь я зла», переполненных философствованиями по адресу любых сущностей. Автор назван неподписавшимся автором заметки «великим старцем», который обладает энергией, воодушевлением и талантом, чтобы сделать любые «возмутительные предпосылки» совершенно логичными в контексте повествования. В результате поклонники Хайнлайна («имя им легион») сочтут роман «неотразимым». Писатель-фантаст Теодор Старджон (The New York Times Review of Books и Galaxy) отмечал, что 605-страничная книга представляет собой бессвязный и беспорядочный сборник рассказов о Лазарусе Лонге, иногда изложенных от первого лица. Единство всему придаёт хайнлайновская концепция Эроса, которая и не может быть представлена иначе, как в мозаичной форме. «Достаточно времени для любви» следует сравнивать с «Чужаком в чужой стране»; Старджон заявил, что «Время любви» не вызовет вокруг себя такой же шумихи, как «Чужак», «но люблю я его больше».
В провинциальных американских изданиях также появлялись благосклонные оценки. Тим Райли (Times Herald, Карролл (Айова)) назвал Хайнлайна истинным мастером конструирования миров, а саму книгу «tour de force литературы». Джордж Нир (Абилин (Техас)) восхвалял автора как «одарённого рассказчика, учёного и философа, который продемонстрирует читателю как его глупость, так и несомненную принадлежность к человеческому роду». Роберт Тинсли (Эль-Пасо (Техас)), хотя и опасался объёма книги, пришёл к выводу, что несмотря на изобилие флэшбеков, навыки Хайнлайна-писателя делают читателю понятным всё, а воспоминания Лазаруса столь же реальны, как и «базовое» время действия в романе. Впрочем, Тинсли счёл афоризмы Лазаруса Лонга лишними, а также утверждал, что путался в разных именах Старейшего, под которыми он выступал в разных главах романа.

#### Ричард Гейс, Алексей Паншин, Карл Флок и другие
Активист фэндома и критик Ричард Гейс в издаваемом им фэнзине The Alien Critic сообщал, что первоначально заказал рецензию на «Достаточно времени для любви» Алексею Паншину, который пятью годами ранее опубликовал первое исследование прозы Хайнлайна. Паншин впоследствии вспоминал, что действительно написал эссе о новом романе, вписав его в контекст всего творчества писателя и даже отправил ему рукопись на согласование, но не получил ответа. В архиве Хайнлайна эта рукопись сохранилась, вся испещрённая его язвительными комментариями. В итоге понадобилось три года, чтобы эссе Паншина вышло в свет. В устном сообщении Р. Гейсу А. Паншин уточнял, что прочитал роман за два дня и откровенно назвал его «ужасным, хотя и не столь невыносимым, как „Не убоюсь я зла“». Гейс не был столь категоричен, и отметил, что роман несёт неизменное послание Хайнлайна, который с самого начала своей писательской карьеры сражался с «бездумным самодовольством, глупостью, жадностью и безответственностью», противопоставляя всему этому «рациональность, дальновидность и (как у Айн Рэнд) любовь-с-уважением». Однако с течением времени Хайнлайн «забронзовел» и стал относиться к собственному творчеству с самоупоением. В результате получился рыхлый, не цельный текст, внутри которого содержатся эффектно написанные самостоятельные произведения, особенно это касается повести о Лазарусе и Доре и глав о путешествии Лонга-Бронсона в США 1917 года. Однако обрамляющий сюжет — попытка попечителя Фонда Говарда вернуть уставшему от двухтысячелетней жизни Лазарусу вкус к существованию, изложен в бесконечных диалогах, которые заставляют читателя их пролистывать. Писательское дарование Хайнлайна невелико, поэтому он не способен разнообразить стиля диалогов, по сути — это авторские реплики, поданные через персонажей, которые даже не «картонные», а «тонкие, как бумага». Единственным исключением являются две главы, составленные из афоризмов, контрастирующих с нудными лекциями Лазаруса-Хайнлайна. Главная тема романа — любовь и смерть — хорошо коррелирует с «Не убоюсь я зла» («Непреодолимый соблазн предположить, что эти романы, посвящённые солипсизму и бессмертию, проросли из страха смерти их автора»). В целом роман портит «смертельная серьёзность», но это не умаляет главного авторского заключения: «любовь, особенно завязанная на уважении к достойным девушкам и женщинам, — это ключ к счастливой полноценной жизни (Но держите порох сухим и мыслите рационально!)».
Восторженный отзыв оставил писатель Ричард Эшби, назвавший роман «восхитительным». Он отметил глубинную взаимосвязь между «Жизнями Лазаруса Лонга» и «Не убоюсь я зла» как романов, посвящённых самым разным формам социального взаимодействия. Если в «Не убоюсь я зла» слепки разнополых личностей оказались соединены в сознании главного героя, то в «Достаточно времени для любви» игры полов накрывают мать и сына. Однако несмотря на обычные для Хайнлайна шутки и провокации, история о Лазарусе Лонге на фронте Первой мировой войны в первую очередь повествует о том, как выживать в Соединённых Штатах 1970-х годов. В известном смысле роман соответствует признакам научно-фантастической «Новой волны», но не сводим ни к одному критическому отзыву или жанровому шаблону. Даже большой объём (605 страниц в первом издании) является достоинством, ибо позволяет посвятить время медленному чтению. Сцена смерти полуразумного мула Бака вызвала у Р. Эшби слёзы. Завершил он свою рецензию следующей сентенцией: «Смерть — вот истинный враг. И Роберту Хайнлайну удалось победить её».
Писатель, уфолог (а впоследствии сотрудник спецслужб) Карл Флок утверждал, что «Достаточно времени для любви» — кульминация «Истории будущего» Хайнлайна, хотя, разумеется, отличающаяся от прототипа, задуманного за три десятка лет до выхода этой книги в свет. Форму книги К. Флок обозначал как «роман, не являющийся романом», то есть это несколько независимых друг от друга произведений, обёрнутых в «тесто». Рассматриваемые как единое целое, они «и близко не подходят к тем стандартам, которые установил для фантастической литературы сам Хайнлайн». Однако прочтения стоят две повести, включённые в состав романа: финальная «Da Capo» и «Рассказ о человеке, который был слишком ленив, чтобы ошибаться», а также афоризмы из записных книжек Лазаруса Лонга. Из этих текстов можно реконструировать философские взгляды Хайнлайна, которые он продвигал в своих книгах от самого начала своей карьеры писателя — в 1939 году. Роберт Хайнлайн — социальный дарвинист, и фундаментальным моральным принципом для него является выживание расы в целом; выживание зависит от степени свободы, позволяющей реализовывать творческие устремления ничтожного меньшинства рода человеческого. Поэтому важнейшим стимулом развития человечества является освоение очередного фронтира, запускающего отбор лучших и отбраковку инертных: лучшие устремляются к звёздам, оставшиеся прозябают на Земле. Тем не менее, К. Флок полагал, что поклонники «Истории будущего» примут «Жизни Лазаруса Лонга», ибо повествование на две тысячи лет расширяет пространство, обрисованное в графике, и позволяет узнать судьбу героев «Пасынков Вселенной» — Хью Хойланда, Билла Эртца, Алана Махони и их жён. Хайнлайн вырвался из жанрового гетто и позволил себе высказаться в полную силу на тему предназначения человека. Это предопределило неторопливость повествования, в котором диалоги «затапливают» действие, однако «Достаточно времени для любви» в подлинном смысле художественная проза, предназначенная для размышлений читателя над серьёзными воппросами бытия. «Но когда что-либо сто́ящее… радовало более, чем нескольких проницательных читателей?».
Обозреватель журнала «Современная художественная литература за рубежом» (ВГБИЛ) И. Ильин рассматривал роман Р. Хайнлайна как показательный набор жанровых клише и стереотипов, а также как пример современной мифологии с национальным американским колоритом, основываясь на формуле С. Лема: «научная фантастика превратилась в вульгарную мифологию технической цивилизации». Ильин заявил, что Хайнлайн пошёл по пути консервации сложившихся образцов авантюрной фантастики и чистой развлекательности. Рецензент отметил характерное противоречие мировоззрения Хайнлайна (используя принятую в СССР идеологическую терминологию): писатель одновременно проповедует «мелкобуржуазный анархизм» для избранных и необходимость твёрдой руки для большинства в условиях чисто биологической конкуренции. Приверженность Хайнлайна американскому мифу выражается в идеализации им фронтира («романтики пионерства»): «в век космических кораблей его герои совершают путешествие через леса, горы и пустыни на фургонах времён Даниэля Буна». Любовь, вынесенная в заглавие романа, «всё более приближается к свальному греху», а особое пристрастие автор питает к проблеме инцеста, рассматривая её с самых разных позиций. «Достаточно времени для любви» демонстрирует слабость Хайнлайна-художника и его несостоятельность как социального мыслителя; его фантастика рассчитана на интеллектуальную наивность читателя, «этой наивностью пользуется и её культивирует». В одном из американских библиографических справочников тоже утверждалось, что «Достаточно времени для любви» — это «типичный для позднего Хайнлайна шведский стол из секса, генетики, фантазий о власти, либертарианстве, теории истории, социальной критики», завязанный на единственного персонажа. По сути же роман вращается вокруг желания победить смерть, сохранить способность наслаждаться физической стороной любви и огромным богатством «в мире, где условия жизни и человеческие ожидания не позволяют среднестатистическому члену общества достичь гораздо большего».

#### Питер Скайлер Миллер, Джо Кристофер
Критик Питер Скайлер Миллер (Analog Science Fiction and Fact) связывал новый роман Роберта Хайнлайна с теоретическими установками Джона Вуда Кэмпбелла — его литературного «крестного отца», который на одном из научно-фантастических конвентов призывал писателей-фантастов перестать работать с надоевшими публике фантастическими допущениями из области физических наук и переключаться на «новую биологию». 605-страничный «Достаточно времени для любви» назван дополнением к серии «История будущего» и демонстрирует, что Хайнлайн либо знал о завете Кэмпбелла, либо его мышление писателя двигалось в сходном направлении. Его роман существенно расширяет относительно наивную генетическую линию романа «Дети Мафусаила», и продолжает тематику философии и социологии сексуальных отношений, занявшую центральное место предыдущего романа «Не убоюсь я зла» и в немалой степени «Чужака в чужой стране». Роман полностью посвящён Лазарусу Лонгу, его воспоминаниям, философии и даже возвращению в Канзас-Сити, где он появился на свет под именем Вудро Вильсон Смит 11 ноября 1912 года (Миллер иронически уточнял, что старше Лазаруса на девять месяцев). П. Скайлер Миллер отметил, что для анализа романа подходит типология Алексея Паншина, который открыл, что все персонажи Хайнлайна отличают по уровню компетенции. В этом плане Лазарус Лонг — супер-персонаж Хайнлайна, который воплотил в одной личности все три стадии компетентного протагониста: молодой человек может быть наивным, но быстро учится у наставника средних лет, а потом переходит в третью стадию — ворчливого и циничного старика, который поучает их обоих. По мнению Скайлера Миллера, наименее удачными главами книги является «Повесть о двойняшках, которые не были близнецами» — упражнение Лазаруса Лонга в педагогике и формальной генетике.
Напротив, «Сказка о приёмной дочери» ближе к «стандартному Хайнлайну», который демонстрирует фантастический мир и его общество, но редко способен рассказать о них. Здесь Роберту Хайнлайну удалось представить два замечательных образа — приёмная дочь Дора, далее одна из многочисленных жён Лазаруса, и, очевидно, значившая для него больше всего в его долгой-предолгой жизни. В этом же эпизоде представлен генетически изменённый говорящий мул Бак — «одно из самых замечательных созданий Хайнлайна». Композиция романа крайне усложнена: автор перескакивает из условно «настоящего» времени в далёкое будущее, рассказывает несколько сюжетов параллельно, снабжая всё это комментариями. Примечательно, что Лазарус Лонг в отношении своей частной жизни выступает как поствикторианский консерватор, выросший на Среднем Западе, но в его новом семействе представлены самые разнообразные формы полиаморного группового брака. Вероятно, это «пасхалка» новому поколению читателей, воспитанных на «Чужаке в чужой стране». Наконец Лазарус из сорок третьего века попадает в 1916 год, в город и дом, где он родился и вырос, и влюбляется в собственную мать. Понимая всё безумие ситуации, он не имеет возможности не отправиться на фронт Первой мировой войны, где узнаёт, что его двухтысячелетний жизненный опыт бессилен против тектонических сдвигов истории. «Хайнлайновские старики практически всегда были лучшими из его героев, однако старейший из них — Лазарус — просто не подходит на роль старейшины. Также неуютно ему и в сфере всеобщей сексуальной эмансипации».
Джо Кристофер (фэнзин Riverside Quarterly) полагал, что в «Достаточно времени для любви» Хайнлайн возродил Лазаруса Лонга «для того, что может статься, хотя и не обязательно, завершением серии „История будущего“», на что намекает финальная позиция в схеме 1950 года «Da Capo». Новый роман наполнит поклонников Хайнлайна радостью узнавания: слепой певец космических дорог Райслинг оказался на Марсе в публичном доме, которым управлял тогда Лазарус, равно как упоминаются сюжеты «Пасынков Вселенной» и «Не убоюсь я зла», причём предельно серьёзно. По форме роман выстроен как музыкальное произведение, по крайней мере, в его главах использованы термины «Прелюдия», «Контрапункт», «Вариации на тему», «Антракт» и «Кода»; семь финальных глав (последние три в «Da Capo» и вся «Coda») вообще обозначены нотной записью, которая фиксирует звуки горна времён Первой мировой войны. Тем не менее, роман далёк и от музыки, и от мотивов «Детей Мафусаила» о грядущем развитии телепатии и невербального общения; «Достаточно времени для любви» — фрейдистская притча, построенная в форме платоновского диалога. В «Прелюдии» Айра Везерел пытается отговорить Лазаруса от самоубийства; сплошь из диалогов состоят пять «Вариаций на тему» (они перемежаются анекдотами и воспоминаниями Лазаруса). Тема любви впервые возникает на 103-й странице оригинального издания, и поднимает её разумный компьютер Минерва. Постепенно диалог перерастает в полилог, к которому присоединяются медики по омолаживанию Иштар Харди и Галахад Джонс, а затем дочь Айры — Гамадриада; ещё позже архивариус Фонда Говарда Джастин Фут 45-й, ещё один компьютер — Афина Паллада и Тамара Сперлинг. Компьютеры превращаются искусством генных инженеров — в клонов-сестёр Лазаруса. Глава «Любовь» — вторая из «Вариаций на тему» — открывается вопросом Гамадриады о любви, на что Лазарус рассказывает анекдот о своём борделе и Райслинге. «Сказка о двойняшках, которые не были близнецами» прерывает ночной диалог между Лазарусом и Минервой; при этом объяснение, почему Лазарус бодрствовал, помещено намного дальше по тексту. Глава «Нарцисс» содержит беседы Лазаруса со своими сёстрами-клонами, которые склоняют его дефлорировать их; эти сёстры развились из X-хромосом Лазаруса и сугубо с его ведома и согласия; то есть любя их, Лазарус, в сущности, любит самого себя («мастурбация, а не инцест»). Так в роман вводится тема инцеста; в этом смысле Дж. Кристофер сравнивает «Жизни Лазаруса Лонга» с «Адой» Набокова. При этом Хайнлайн категорически провозглашает отказ от христианской морали и от гуманизма в пользу утилитаризма: герои его романа спокойно относятся к любым сексуальным и эмоциональным союзам, ибо «неправильными» союз могут сделать только «плохие гены».
Повествовательные стратегии нового романа Хайнлайна максимально усложнены: здесь масса ветвящихся сюжетов, изобильно используются флешбэки (чуть ли не впервые в его творчестве, в котором сюжеты линейны, а изложение прямолинейно) и множество точек изложения. «Прелюдия» идёт от третьего лица, первая «Вариация» следуют от лица Айры, прерываемого рассказом Лазаруса о Дэвиде Лэмбе; вторая «Вариация» снова подаётся от третьего лица. Два «Контрапункта» также излагаются от третьего лица, но их главные герои Иштар и Галахад, ведущие беспрестанный диалог. Три главы, содержащие «Сказку о двойняшках…» и «Сказку о приёмной дочери», поданы чередованием изложений от первого лица (Лазарус — Минерве) или от третьего лица. «Вакханалия» описывается Джастином Футом. «Da Capo» в основном идёт от третьего лица, но изложение перебивается письмами Лазаруса и небольшим размышлением от лица Морин Смит. «Никакой компьютерной точки зрения и, учитывая рационализм научной фантастики Хайнлайна, никакого потока сознания». Фокусом повествования является «Сказка о приёмной дочери», обрамлённая с обеих сторон выдержками из записных книжек Лазаруса Лонга. Джо Кристофер сравнивал их «Максимами для революционеров» в финале «Человека и сверхчеловека» Шоу. Существуют и другие переклички с эпосом Бернарда Шоу «Назад к Мафусаилу». «Сказка о приёмной дочери» перекликается с главой «Эрос»: Дора и Минерва (после переноса её создания в клонированное тело) соблазняют Лазаруса в схожей ситуации; более того, свою новую внешность Минерва формировала по воспоминаниям Лазаруса о Доре. Целью подобного параллелизма, вероятно, была демонстрация вечности любовных отношений на протяжении веков или даже желание Хайнлайна посмотреть, что из этого смогут сконструировать критики и литературоведы. В итоге роман может быть охарактеризован как «отложенная, но впечатляющая кульминация Золотого века научной фантастики».

#### Питер Николс
Австралийский фантастовед Питер Николс начал свою объёмную рецензию на «Достаточно времени для любви» констатацией, что в обычной ситуации писателей-фантастов, даже именитых, воспринимают всерьёз, даже если они упорно заявляют, что занимаются развлечением, недостойным интеллектуального или академического внимания. Роберт Хайнлайн в своих произведениях, выпущенных после «Звёздного десанта» (1959) требует, чтобы его воспринимали всерьёз, и активно поучает читателей, как именно устроено общество и как можно его изменить. Тем не менее, П. Николс отказывался от любой периодизации творчества Хайнлайна, ибо даже в его самых ранних книгах, в том числе предназначенных для подростков, «присутствовали одни и те же навязчивые идеи». В ранних произведениях они мало бросались в глаза, искусно замаскированные в остром сюжете и активном действии, в поздних герои Хайнлайна постарели и стали гораздо больше говорить, а не действовать. Анализируя корпус рецензий, П. Николс утверждал, что Хайнлайн вырвался за пределы фантастического фэндома и стал достоянием широкой американской публики лишь после выхода «Чужака в чужой стране». Парадокс коренился в том, что книга была написана американским консерватором, поддерживавшим на выборах кандидатуру Голдуотера, но огромные продажи и славу обеспечила именно та самая аудитория (обитатели университетских кампусов), которая, теоретически, должна была его не любить. Причина, вероятно, была в том, что консерватор и ретроград Хайнлайн по натуре романтик и певец фронтира (поэтому и лучшая часть рыхлого и сильно затянутого повествования посвящена подвигам Лазаруса Лонга — первопроходца). Хайнлайн «верит в упорный труд, долг и преданность» и не верит в абстрактный патриотизм, и объявляет: «Самые сильные и умные должны делать то, что считают правильным, даже если большинство не согласно с этим». Иными словами — Роберт Хайнлайн — это Айн Рэнд в научной фантастике. А популярность его в контркультурной среде происходит от демонстративного презрения к «священным коровам» всех мыслимых спектров — от народоправия до целомудрия. (Это не означает, что у самого Хайнлайна нет его собственных «священных коров», например, брутального социального дарвинизма).
П. Николс утверждал, что своеобразное отношение к сексуальной сфере у Хайнлайна проистекало именно из его политического консерватизма и правых взглядов. Социальный дарвинизм в высшей степени был характерен для эпохи покорения фронтира. Сексуальная тема появилась в его творчестве сразу же, как Роберт вырвался из-под опеки Кэмпбелла (то же произошло и с Азимовым), но самого Николса не устраивала небрежность, с которой Хайнлайн обращался с идеологиями. Социология его «отвратительна», отсутствует чувство историзма, аргументация однообразна и скучна, а идеи «упрощены, неразвиты и сентиментальны». Всё перечисленное полностью проявлено в романах «Чужак в чужой стране», «Луна — суровая хозяйка» и «Не убоюсь я зла». Их чтение вызывает те же чувства, «когда в баре вас зажимает в углу пожилой сентиментальный чудак, вцепляется в пуговицу и поток его речей невозможно остановить». Роман, посвящённый любви, на самом деле очень однообразен: на всех своих женщин Лазарус реагирует одинаково и они почти ничем не отличаются друг от друга, более того, их лексикон столь же цинично-целомудренный, как и у самого долгожителя Лонга. Иными словами, в авторской вселенной не существует никого, кроме самого автора и его бесконечных отражений. Диалоги своим «самоводольством и уверенно-простоватым назиданием» более всего напоминали передовые статьи Хью Хефнера в Playboy пятидесятых годов с их бесконечными трюизмами. Николса крайне раздражал «подростковый» тон эпизодов, посвящённых сексу, так как подростки не обращаются друг к другу с бесконечными ласкательными прозвищами. Хуже того: Лазарус-старец посреди своего полиаморного семейства более всего напоминает «еврейскую мамашу из анекдотов», и это задаёт тон всему повествованию. В этом главный грех романа — в нём много идей, которые никак не драматизированы, за исключением «Повести о приёмной дочери». Герои Хайнлайна не проживают своих жизней, они только говорят; неудивительно, что сюжет минималистичен, а мудрость Лазаруса, к которой так стремятся его потомки, лучше всего выражена в 23 страницах афоризмов. Все важнейшие смыслы романа представлены в первой трети текста, а дальше всё только тянется и тянется. Возможной причиной затянутости является то, что Хайнлайн «вовсе не считает жизнь столь простой, как она показана в его романе», но хочет, чтобы она была именно такой.
«Достаточно времени для любви» не может быть причислен к научно-фантастическому жанру. Помимо нескольких упоминаний о генетике и клонировании, в романе нет естественнонаучных допущений, нет сколько-нибудь серьёзных социологических экстраполяций; все описанные общества похожи на существовавшие в земном прошлом, а даже самые дерзкие социальные нормы «едва ли вызовут изумление у обитателей Южной Калифорнии». Лазарус Лонг вообще не похож на прожившего две тысячи лет умудрённого сверхчеловека, он целиком находится в двадцатом веке, если не в конце девятнадцатого. Всего перечисленного достаточно, чтобы объявить роман Хайнлайна одной из худших фантастических вещей, опубликованных за десятилетие. Огромные тиражи и продажи «Жизней Лазаруса Лонга» свидетельствуют только о том, что существует огромная аудитория, воспринимающая хайнлайнову «второсортную философию как выражение глубокой мысли» или просто подтверждая предрассудки пресловутого «молчаливого большинства». Поскольку Хайнлайн сделался общественным явлением и даже гуру, его невозможно назвать плохим писателем, но «Достаточно времени для любви» плохая книга во всех отношениях. Николс даже заявил, что попытался перечитать несколько ранних произведений Хайнлайна и увидел в них «семена позднего Хайнлайна в стадии прорастания» (например мощный антипрофсоюзный посыл новеллы «Дороги должны катиться»). По мнению критика, «Достаточно времени для любви» — произведение, позиционируемое его автором как жизнеутверждающее, и в этом заключается большая опасность. «Читатели проглотят книгу, в которой человеческие чувства лишены всякой тонкости, изящества и напряжения, сводящую жизнь к некой жалкой, унылой субстанции; веселье в которой напоминает карнавал в деревне, откуда все уехали на зиму… И дай нам всем Бог, чтобы молодые читатели Хайнлайна прочитают его именно так».

#### Лестер дель Рей, Майкл Гроссберг
Писатель Лестер дель Рей начал свою объёмную рецензию с констатации, что каждый персонаж в достойном прочтения художественном произведении, так или иначе отражает характер своего автора. Персонаж может быть полностью противоположен своему создателю и не отражать его истинных убеждений, но он вызревает в интеллекте и в эмоциях автора. Однако попав на бумагу, персонаж «замораживается» навсегда, писатель же продолжает жить и развиваться. Лазарус Лонг был создан в 1941 году относительно молодым Робертом Хайнлайном, и роман о нём («Дети Мафусаила») фактически завершил «Историю будущего», ибо две повести, составившие «Пасынков Вселенной» слишком далеко отстояли от магистральной линии на схеме их автора. Долгожданного продолжения поклонникам пришлось ожидать в течение тридцати двух лет; писатель стал вдвое старше, чем когда он впервые разработал характер почти бессмертного Лазаруса. Когда он явился на страницы журнала, Лазарусу было 213 лет; в новом романе ему 2360 лет, он устал и фактически пытается покончить с собой, ибо ничто более не представляет для него интереса во Вселенной. Это предопределило литературную конструкцию: из базовой посылки — необходимости разбудить у Лазаруса вкус к жизни, вытекают две литературные стратегии. Во-первых, это рассказывание анекдотов из прошлого, дабы сохранить воспоминания старейшего из людей; во-вторых, конструирование ситуации, которая заставила бы Лонга вернуться к активной жизни. Хайнлайн принципиально отказался от построения сложного бэкграунда в виде детального описания обжитых людьми миров. Человечество давно заселило пригодные для жизни планеты у множества звёзд, но в мире «Времени любви» у людей нет конкурентов в виде чужих или враждебных рас. Если в «Детях Мафусаила» говардианцы столкнулись с джокайрийцами и «маленьким народцем», то для «Достаточно времени для любви» инопланетные расы были бы сюжетно избыточными.
Финал романа — собственно, «Da Capo», — по мнению Дель Рея, «не читается как фантастический роман, хотя реализовать такой сюжет средствами реалистической литературы невозможно». Лазарус Лонг возвращается в 1916 год, всего через четыре года после своего рождения, встречает мать и отца, и дедушку, которого помнит лучше всего, и даже себя самого — мальчугана с весьма скверным характером. Оказавшись в двойной ловушке — абсолютного Эдипова комплекса (влюбившись в собственную мать Морин) и «грязи, уродства и бессмысленности Первой мировой войны». Главы о похождениях Лазаруса в прошлом можно прочитать двояко — они дают богатейший спектр человеческих чувств и переживаний и одновременно — это акт ностальгии по времени, когда «всё было проще, базовые ценности — яснее, а добродетели — вернее». В результате последняя четверть книги оказалась ярче, чем все предыдущие главы. В конце концов только здесь рецензент «любовь и сексуальное влечение, которые я смог принять и увидеть, как они проявляются за пределами постельных ласк». «Da Capo» возвращает читателя к стилю любимых старых вещей Хайнлайна — всё ярко, прямолинейно, а события и диалоги так хорошо подогнаны друг к другу, что невозможно отыскать никаких изъянов. Это не компенсирует затянутости и многословия большей части остальных глав. Крупнейшим недостатком книги, по мнению Лестера дель Рея, является то, что события обсуждаются автором, а не переживаются его персонажами (и читателями); персонажи вообще сливаются в некую аморфную массу. В итоге и читать роман, и давать ему оценку крайне нелегко.
Журналист и литературный критик Майкл Гроссберг (основатель фонда Либертарианского общества и премии «Прометей») отмечал, что Хайнлайн чуть ли не от начала своей литературной деятельности выстраивал миф о Семьях Говарда — продукта эксперимента в области селекции долгожителей, и самом успешном результате этого эксперимента — Лазарусе Лонге. Аура мифа гораздо сильнее ощутима в его романах 1970—1980-х годов, в которых рассматриваются вопросы о смысле жизни, многообразия и бесконечной привлекательности любви (в том числе в чисто физической форме), которые замыкаются на две базовые темы: «для чего нужна свобода?» и «что мне делать со своей жизнью и ограниченным временем земного существования?» По мнению М. Гроссберга, нигде более Хайнлайн так «любовно не полировал и гранил» этот миф, как в романе «Достаточно времени для любви», который следует рассматривать как высшее достижение в его писательской карьере и своеобразное завещание.

### Двадцать первый век
Обозреватель Amazing Stories Крис Наттолл в ретрорецензии 2018 года называл роман одним из самых странных произведений Хайнлайна, написанных в поздний период его творчества. Формально роман вписан в цикл об истории будущего и представляет продолжение «Детей Мафусаила», но самом деле за рыхлостью формы таится философский трактат, выражающий мировоззрение Роберта Хайнлайна. «Книга пропитана примечательной смесью тепла и привязанности, смешанных с холодным прагматизмом и — в некоторой степени — беспощадностью, которую можно было бы ожидать от четырёхтысячелетнего старца». При этом К. Наттолл считал структуру книги глубоко продуманной: интермедии, отдельные новеллы и прочее скрывают три базовых сюжета, «изложенных в почти естественной манере» от лица старейшего жителя Галактики Лазаруса Лонга. Однако формат книги делает почти невозможным изложение её фабулы. Роман «приближается к зыбкой границе социально приемлемого» больше, чем другие произведения Хайнлайна. Лишь в финальной повести «Da Capo» выясняется, что стержневым мотивом романа является тема обусловленности человеческого поведения социальными условиями: когда меняются обстоятельства, меняется целеполагание, образ действий и мораль. Однако Хайнлайн слишком любит эпатировать публику, чтобы принять некоторые моменты книги — и прежде всего, тему инцеста. Эта последняя связана и мотивом любви, пронизывающим всё повествование, ибо Хайнлайн исследовал все формы и разновидности любви, которые человек способен испытывать к родителю, брату или сестре, или другу, — не говоря о любви романтической. Автору интересно, и как любовь может менять человека, в том числе в худшую сторону. Особо К. Наттолл выделял афоризмы из «Записных книжек Лазаруса Лонга». Однако цельного впечатления у критика так и не сложилось. В то же время именно в этом романе Роберт Хайнлайн не произнёс ни единой банальности и не позволял себе предлагать читателям «простых ответов». Роман интересен, хотя требует от читателя самоотдачи, но если дойти до конца, «многие почувствуют, что он не слишком-то устарел».
Копирайтер и критик Кёртис Вейянт, рецензируя издание романа в составе полного собрания сочинений Хайнлайна (так называемое Virgina Edition, 2016 год), отметил, что испытывал при чтении эффект узнавания, поскольку уже читал «Историю будущего» и «Уплыть за закат». В целом, роман ему понравился: ему присущ классический стиль Хайнлайна, книга хорошо написана и остроумна, впрочем, множество идей требовали большого количества диалогов, а также множественных итераций, в которых использованы разные стратегии изложения. Тем не менее, несмотря на нарочитую усложнённость, К. Вейянт счёл, что роман является менипповой сатирой, соглашаясь с Уильямом Паттерсоном. Паттерсон — автор комментариев к полному собранию сочинений и биограф, ставил «Достаточно времени для любви» в один ряд с «Уловкой-22» Джозефа Хеллера, «Козлоюношей Джайлсом» Джона Барта и «Чужаком в чужой стране» самого Хайнлайна. С другой стороны, «Жизни Лазаруса Лонга» вполне можно сопоставлять с «Анатомией меланхолии»: все персонажи — интеллектуалы и рационально обосновывают свои позиции, а Лазарус ведёт сократические беседы, делясь с окружающими своей мудростью. Хайнлайн прямо заявляет, что зло и глупость проистекают от недостатка интеллекта и рациональности: «Общество не ошибается, люди ошибаются. Когда неправильные люди приходят к власти, они могут испортить общество, но здравомыслящие люди движутся дальше». Впрочем, в финале этот «экзамен» Лазарус провалил, ибо отказался двигаться «вслед за дикими гусями» из-за любви к своей самой первой семье. Потом эта коллизия повторится в истории с Дорой. Острие сатиры направлено на традиции, условности и прочие обычаи, связанные с любовью. Не случайно использование в одной фразе слов «время» и «любовь»: в тексте романа они повторяются трижды в ключевые моменты прозрения Лазаруса. Каждая глава посвящена одной из разновидностей любви, хотя и сложно объяснить, о какой именно форме любви в конкретной главе идёт речь. В каком-то смысле вся книга посвящена попыткам Лазаруса объяснить окружающим значение любви, но это получается только косвенно, через описание его переживаний. То есть Лазарус на самом деле так и не познал, что такое любовь; в этом и заключается сатирический посыл всего повествования. Любовь — центральное понятие всего человеческого существования; но оказывается, что её можно дарить, принимать и делиться, но её невозможно объяснить. А то, что нельзя объяснить, нельзя ограничить. Отсюда и стремление Хайнлайна сокрушить все и всяческие табу. Поэтому и история «Da Capo» не имеет никакого отношения ни к фрейдизму, ни к эдипову комплексу и вообще к мифу об Эдипе. Прошедший два тысячелетия по жизни Лазарус и его тридцатилетняя мать Морин становятся друзьями и любовниками, а затем Старейший подружился и со своим биологическим отцом и стремится учиться у него человеческим отношениям так же, как семья Лазаруса на Терциусе стремится учиться у него самого. (Впрочем, эдипов комплекс упоминается по отношению к доктору Галахаду — сыну знаменитой куртизанки.) Поэтому Кёртис Вейянт заявил, что худшим преступлением по отношению к культуре и лично Хайнлайну является желание и способность прочитать в романе нечто иное, что в нём реально содержится.
Писательница Джо Уолтон в своей «Неформальной истории премии Хьюго» не считала достойными премии ни роман Хайнлайна, ни удостоенный первого места роман Кларка «Свидание с Рамой», считая действие обоих сильно затянутым. Выбор лучшей книги в 1974 году оказывался крайне ограниченным. «Достаточно времени для любви» составлен из множества частей, не имеет сюжета, повествование может быть охарактеризовано как «неряшливое и самодовольное». Это не отменяет того, что некоторые эпизоды «просто восхитительны», и позволяют перечитывать книгу время от времени. Если бы текст был безжалостно урезан редактором или лучше опубликован лишь частично, книга могла бы одержать безоговорочную победу. «Это поздний Хайнлайн в его самой характерной форме — нельзя осуждать его, не выплеснув драгоценных детей вместе с очень грязной водой», не случайно, что этот роман продолжает переиздаваться и он востребован в библиотеках.
Писатель Стивен Хоуэлл Уилсон называл роман одним из самых своих любимых произведений, которое он многократно перечитывал, и даже заявил, что взял бы эту книгу с собой на необитаемый остров, ибо она никогда не позволяет читателю заскучать. По жанру Уилсон характеризовал «Достаточно времени…» как синтез вестерна и приключенческого романа, эротического повествования и космической оперы. Комментируя высказывания критиков об «устарелости» Хайнлайна, С. Уилсон категорически заявил, что после 1960 года так и не появилось фантаста, сравнимого с Гранд-мастером. В «Жизнях Лазаруса Лонга» Хайнлайн пошёл на смелый эксперимент, отказавшись от обычного для него исследования будущего общества, и сосредоточившись на тематике социума, управления, брака, назначения гендерных ролей, клонирования, обретения компьютером разума, смысла и последствий сверхдолгожительства, — и всё это задолго до того, как «кто либо ещё всерьёз стал над этим раздумывать». Роман назван ещё и самым амбициозным в творчестве Хайнлайна, который на самом построен на «приёме Шахерезады», включая четыре самостоятельных произведения с отдельными сюжетами, которые заслуживают самостоятельных рецензий. Обрамляют их серии диалогов, «прерываемых занятиями любовью»; а Хайнлайн, по мнению Уилсона, являлся непревзойдённым мастером диалогов. Именно в обрамляющих сценах происходит возрождение измученного старца: проживший четыре тысячи лет Лазарус Лонг обретает новую семью и обнаруживает новую причину жить дальше. Мексикано-калифорнийский поэт Брэндон Мелендес не включал «Достаточно времени для любви» в перечень своих любимых книг, но зато утверждал, что роман является квинтэссенцией всех стилистических и тематических исканий Роберта Хайнлайна. Радикальные для 1970-х годов идеи остаются радикальными и в XXI веке, особенно проблематика смертности и бессмертия, а также исследование изменений морали, табу и нравов на протяжении тысячелетий. «…Можно утверждать, что Хайнлайн в принципе переписывал одну и ту же книгу, с каждой итерацией сюжеты становились всё более фантастическими, странная смесь либерализма и консерватизма и чистый идеализм перед лицом человечества становятся всё более захватывающими». Набор сюжетов и характеров остаётся при этом стандартным: «целеустремлённая, интеллектуальная, но при этом послушная, женщина; разумный компьютер; интеллектуал-Мессия; просвещённый старейшина», меняются лишь сюжетные декорации. В целом, для ознакомления с творчеством Хайнлайна этот роман не годится; все архетипы его коренятся в «Чужаке в чужой стране».
Значительная часть профессиональных читателей и книжных блогеров XXI века оценивают роман крайне низко, считая его не цельным или вообще лишённым сюжета, тяжёлым для чтения, переполненным жанровыми клише и банальностями, авторским самодовольством, а также вызывающим отвращение назойливым повторением темы инцеста и иных «фетишей Хайнлайна». В результате «Достаточно времени для любви» может понравиться только преданным поклонникам писателя, которые прочитали все его произведения, изданные до 1973 года. Как и в предыдущие периоды, рейтинги одобрения и продажи расходятся с негативными отзывами: на сайте «Лаборатория фантастики» средняя оценка романа составляет 7,48; электронной версии на Amazon — 4,6; рейтинг на Goodreads — 3,97, в Barnes & Noble — 4,3.

## Издания
Роман выдержал более полутора десятков изданий на английском языке. Переводился на немецкий язык (под названием «Жизнь Лазаруса Лонга», 1976), португальский язык (в составе трёхтомника «История будущего», 1977). Итальянский перевод (1979) именовался «Лазарус Лонг, бессмертный», а испанский — «Время любви» (1978). Японский перевод Тэцу Яно под названием «Время любви» (яп. 愛に時間を) выпускался по частям в журнале SF Magazine в 1975 году. На русском языке в 1994—2024 годах роман издавался пять раз в переводе Ю. Соколова.
The Notebooks of Lazarus Long выпускались отдельно в шестом номере Astounding Science Fiction за 1973 год. В 1978 году издательство Ace Books выпустило книгу афоризмов отдельным изданием. Текст был переписан каллиграфическим почерком и украшен орнаментами работы художника Д. Вассало.
- Time enough for love, the lives of Lazarus Long / a novel by Robert A.  Heinlein. — New York : G. P. Putnam's Sons, 1973. — ix, 605 p. — ISBN 399-11151-4.
- Heinlein Robert A. Time enough for love : the lives of Lazarus Long. — New York : Ace Books, 1973. — xvii, 589 p. — ISBN 0-7394-1944-7.
- Heinlein Robert A. The notebooks of Lazarus Long : Aphorisms from Heinlein’s Time enough for love, hand-lettered by D. F. Vassallo. — New York : G. P. Putnam's Sons, 1978. — [63] p. — ISBN 0399122427.
- Robert A. Heinlein. More from the Notebooks of Lazarus Long // New Destinies : The Paperback Magazine of Science Fiction & Speculative Fact. — 1988. — Vol. VI: Robert A. Heinlein Memorial Issue. — P. 225—234.
- Хайнлайн Р. Достаточно времени для любви, или Жизни Лазаруса Лонга: роман / Пер. Ю. Соколова. — Рига : Полярис, 1994. — 719 с. — (Миры Роберта Хайнлайна. Книга 17). — 25 000 экз. — ISBN 5-88132-110-3.
- Хайнлайн Р. Достаточно времени для любви, или Жизни Лазаруса Лонга : [Фантаст. роман] / Пер. с англ. Ю. Соколова. — Москва, СПб. : ЭКСМО, Terra Fantastica, 2002. — 667, [3] с. — (История будущего). — ISBN 5-7921-0497-2.
- Хайнлайн Р. Достаточно времени для любви: [фантастический роман] / пер. с англ. Ю. Соколова. — Москва, Санкт-Петербург : Эксмо, Terra fantastica, 2008. — 700 с. — (Отцы-основатели = SCI-FI FOUNDATION. Весь Хайнлайн). — ISBN 978-5-699-27107-8.
- Хайнлайн Р. Достаточно времени для любви, или Жизнь Лазаруса Лонга : роман / пер. с англ. Ю. Соколова. — СПб. : Азбука, Азбука-Аттикус, 2018. — 704 с. — (Звезды мировой фантастики). — Издательство выражает благодарность С. В. Голд (swgold) за активную помощь при подготовке книги. — 2500 экз. — ISBN 978-5-389-15119-2.
- Хайнлайн Р. Достаточно времени для любви, или Жизнь Лазаруса Лонга: [роман : 18+] / перевод с английского Юрия Соколова. — Санкт-Петербург : Азбука-Аттикус, 2024. — 762, [2] с. — (Большие книги). — 3000 экз. — ISBN 978-5-389-24658-4.

### Рецензии
- Ashby R. Vertex Reviews: [Time Enough for Love] // Vertex: The Magazine of Science Fiction. — 1974. — Vol. 1, no. 4. — P. 12—13.
- Christopher J. R. Lazarus, Come Forth From That Tomb! :  [англ.] // Riverside Quarterly. — 1975. — Vol. 6, no. 3, № 23 (August). — P. 190—197.
- Curtis. Time Enough For Love (Review) — Virginia Edition, Vol. 2 (англ.). Curtis Weyant (17 февраля 2016). Дата обращения: 7 июля 2025.
- Geis E. R.[англ.]. Time Enough (and Then Some!) for Heinlein's Love :  [англ.] // The Alien Critic : an informal science fiction & fantasy journal. — 1973. — Vol. 2, no. 3, № 6 (August). — P. 3—4.
- Grossberg M. Love, liberty, longevity and Lazarus Long: Robert Heinlein’s Time Enough for Love, the 1998 Prometheus Hall of Fame winner (англ.). Prometheus Blog by the Libertarian Futurist Society (5 января 2021). Дата обращения: 7 июля 2025.
- Lester del Rey. Reading Room : Science Fiction // Worlds of If. — 1973. — Vol. 22, no. 1, № 168. — P. 145—150.
- Nicholls P. Heinlein — A Lazarus Too Long? // SF Commentary. — 1976. — № 47 (август). — P. 24—28. — First published in Foundation no. 7/8, March 1975.
- Pflock Karl T. The Future in the Books: [Robert A. Heinlein: Time Enough for Love] :  [англ.] // Amazing Stories. — 1974. — Vol. 47, no. 5. — P. 108—110.
- Schuyler Miller P. The Parables of Lazarus Long :  [англ.] // Analog Science Fiction/Science Fact. — 1973. — Vol. XCII, no. 3 (November). — P. 166—168.
- Sturgeon T. Galaxy Bookshelf :  [англ.] // Galaxy : Science Fiction Magazine. — 1973. — Vol. 34, no. 2 (November). — P. 85—86.
- Time Enough for Love by Robert A. Heinlein. Release date: June 19, 1973 (англ.). Kirkus Reviews (25 сентября 2011). Дата обращения: 7 июля 2025.
- Ильин И. Роберт Хайнлайн. «Достаточно времени для любви» // Современная художественная литература за рубежом : Информационный сборник. Обзоры, рецензии, аннотации. — 1975. — № 4 (112). — С. 80—82.

### Биографии, монографии и статьи
- Clareson T. D., Sanders J. The Heritage of Heinlein : a Critical Reading of the Fiction / Foreword by Frederik Pohl. — Jefferson, North Carolina : McFarland & Company, Inc., Publishers, 2014. — ix, 221 p. — (Critical explorations in science fiction and fantasy ; 42). — ISBN 978-0-7864-7498-1.
- Franklin H. B. Robert A. Heinlein : America as science fiction. — New York : Oxford University Press, 1980. — 225 p. — ISBN 0-19-502747-7.
- Gifford J. Robert A. Heinlein: A Reader's Companion. — Sacramento : Nitrosyncretic Press, 2000. — xxi, 281 p. — ISBN 978-0-9679-8740-8.
- Gifford J. The Robert A. Heinlein Frequently Asked Questions List (FAQ) (англ.) (29 марта 2005). Дата обращения: 9 апреля 2025.
- Letson R. The Returns of Lazarus Long // Robert A. Heinlein / Ed. by Joseph D. Olander and Martin Harry Greenberg. — New York : Taplinger Publ., 1978. — P. 194—221. — 268 p. — (Writers of the 21st century). — ISBN 0-8008-6802-1.
- Mendlesohn F.[англ.]. The Pleasant Profession of Robert A. Heinlein. — London : Unbound[англ.], 2019. — 416 p. — ISBN 978-1-78352-680-2.
- Panshin A. Introduction to: Time Enough for Love (англ.) (1976). Дата обращения: 7 июля 2025.
- Slusser J. E. Robert A. Heinlein: Stranger in His Own Land. — San Bernardino CA : The Borgo Press, 1976. — ii, 57 p. — (Popular writers of today). — ISBN 0-87877-201-4.
- Stover L. Robert A. Heinlein. — Boston : Twayne Publishers, 1987. — [xvii], 147 p. — (Twayne's United States Authors Series). — ISBN 0-8057-7509-9.
- Walton J. An Informal History of the Hugos: A Personal Look Back at the Hugo Awards, 1953—2000. — New York : Tor Books, 2018. — 576 p. — ISBN 978-0-7653-7908-5.
- Паттерсон У. Роберт Э. Хайнлайн в диалоге со своим веком / Пер. А. Речкина. — Минск : Актиния, 2020. — Т. 2: 1948—1988: мужчина, который стал совершенным. — 656 с. — Печатается на правах рукописи. — 30 экз.
- Хайнлайн Р. Ворчание из могилы / Под ред. Вирджинии Хайнлайн; Пер. с англ. С. В. Голда. — М. : Эксмо, 2021. — 480 с. — ISBN 978-5-04-122890-3.